# Musikjahr 1585
Liste der Musikjahre

◄◄ | ◄ | 1581 | 1582 | 1583 | 1584 | Musikjahr 1585 | 1586 | 1587 | 1588 | 1589 | ► | ►►

Weitere Ereignisse
Dieser Artikel behandelt das Musikjahr 1585.

## Ereignisse

### Heiliges Römisches Reich

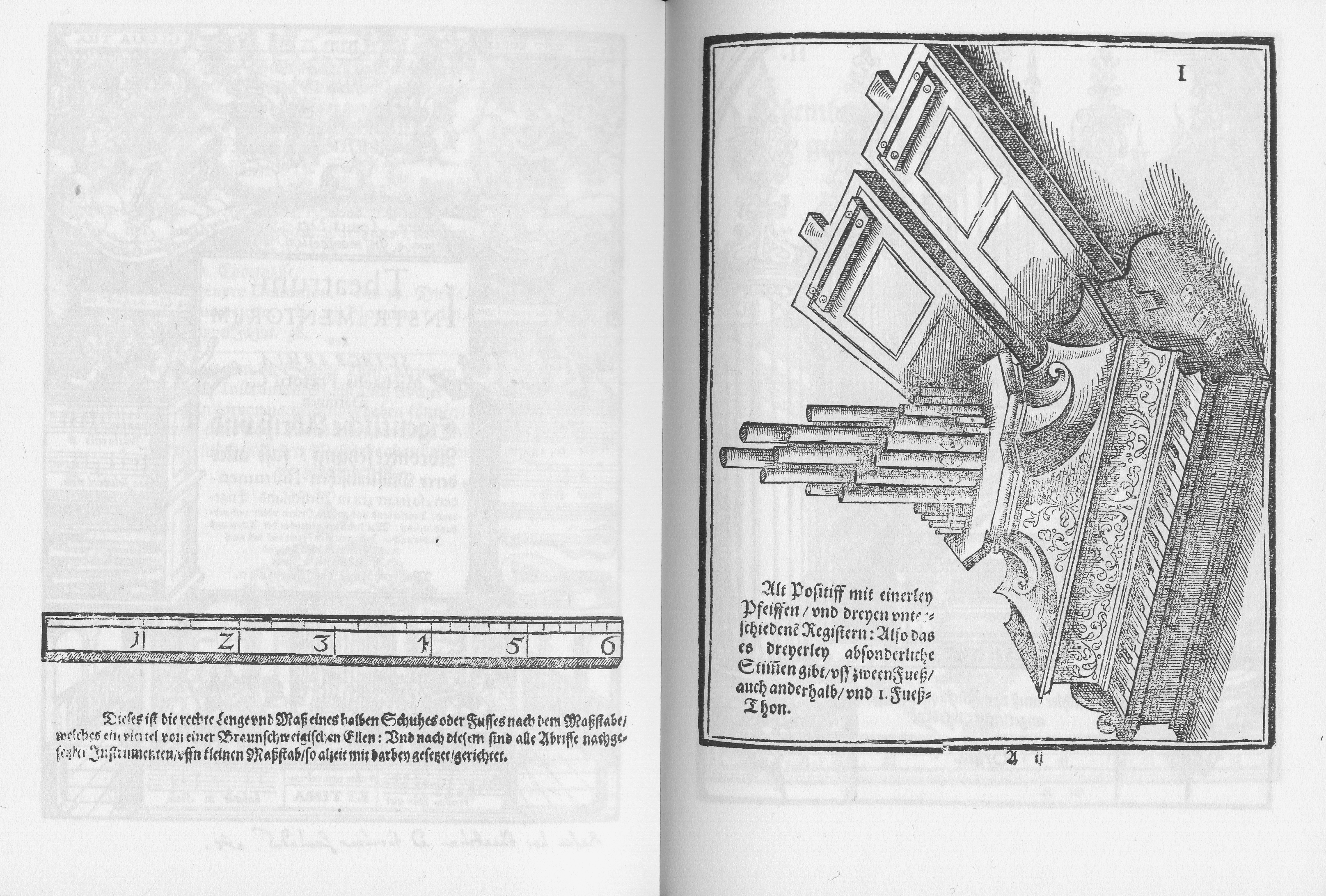
Abbildung historischer Musikinstrumente in der Syntagma musicum von Michael Praetorius.

#### Hofkapelle von Rudolf II.
- Jacobus de Kerle, der wahrscheinlich zuvor im Fürststift Kempten tätig war und im Jahr 1582 kurzzeitig am Hof des Kölner Erzbischofs und Kurfürsten Gebhard Truchseß von Waldburg wirkte, ist seit 1. September 1582 Hofkaplan von Kaiser Rudolf II. 1585 widmet der Komponist dem neu gewählten Papst Sixtus V. sein in Prag erschienenes Buch mit Motetten Selectiorum aliquot modulorum zu vier bis acht Stimmen.
- Carl Luython, der seit 1566 Chorknabe in der Hofkapelle von Kaiser Maximilian II. war, ist seit 1582 zweiter Hoforganist der Hofkapelle von Kaiser Rudolf II. Letzterer hat im Jahr 1583 seinen ganzen Hofstaat von Wien nach Prag verlegt. Luython ist auch im Orgelbau engagiert: Zusammen mit dem Orgelbauer Albrecht Rudner wirkt er von 1581 bis 1590 an der Erneuerung der Orgel des Doms St. Veit in Prag mit. Die betreffenden Akten enthalten zahlreiche Einwendungen Luythons zu diesem Vorhaben, womit er recht detailliert seine Vorstellungen vom Orgelbau wiedergibt.
- Philippe de Monte ist seit 1568 als Nachfolger von Jacobus Vaet Kapellmeister der Hofkapelle Maximilians II. in Wien. Nach dem Tod von Maximilian II. am 12. Oktober 1576 ist er für dessen Nachfolger Rudolf II. in Wien und später in Prag tätig und bekommt die Position eines Kanonikus an der Kathedrale von Cambrai zuerkannt. 1585 veröffentlicht de Monte sein Sacrarum cantionum […] liber primus 6 zu zwölf Stimmen und sein Il terzo libro de madrigali zu vier Stimmen (Erstdruck verschollen).

#### Bayerischer Reichskreis

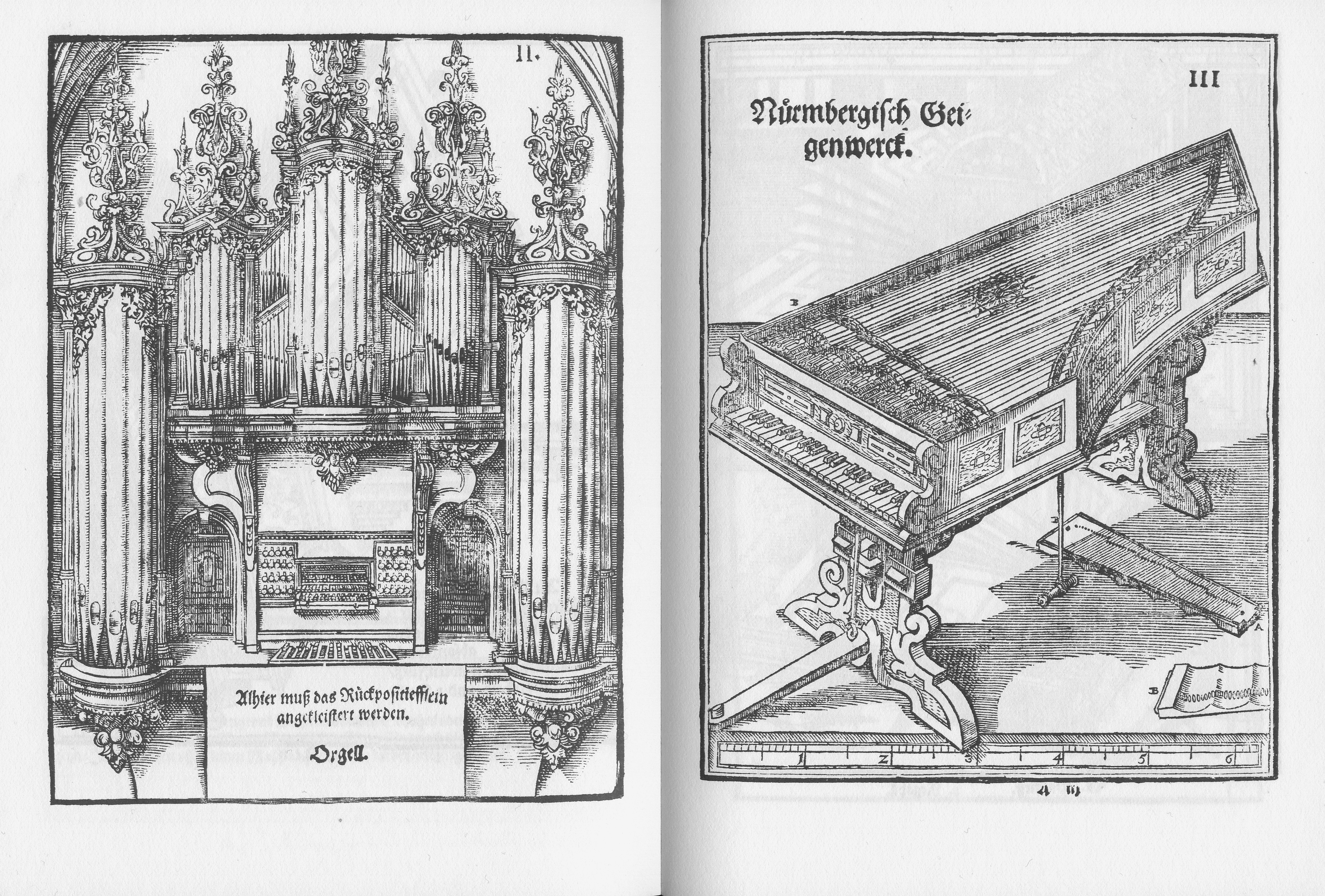

##### Herzogtum Bayern
- Gregor Aichinger, der seit 1578 an der Universität Ingolstadt studiert hatte, ist seit 1584 durch seinen Mäzen Jakob III. Fugger Organist an der von Fugger vier Jahre zuvor gestifteten Orgel der Augsburger Basilika St. Ulrich und Afra. Fugger macht Aichinger auch zu seinem Hauskomponisten und Leiter seiner Kammermusik.
- Ludovicus Episcopius, der seit 18. Oktober 1577 als Kapellmeister und Kantor an der Kollegiatkirche St. Servatius in Maastricht tätig war, wirkt seit 1. Juli 1582 als Hofkaplan und Sänger am Bayerischen Königshof in München unter Orlando di Lasso; zur gleichen Zeit ist er als Lehrer (praeceptor) für die Ausbildung der Chorknaben verantwortlich.
- Franciscus Florius hat seit Herbst 1556 in München an der Hofkapelle von Herzog Albrecht V. eine Anstellung als Hofbassist. Neben seiner Tätigkeit als Sänger ist Florius, zusammen mit dem Hofkopisten Johannes Pollet, auch als Notenkopist eingesetzt. Nach dem Ausscheiden Pollets 1571 ist er zum Hauptkopisten aufgestiegen; diese Stellung hat er bis zu seinem Tod 1588 inne.
- Johannes de Fossa ist seit dem letzten Vierteljahr 1559 Vizekapellmeister der Münchner Hofkapelle. In den vorhandenen Dokumenten wird Fossa allerdings weiterhin nur als Tenorist bezeichnet. Seit 1571 hat er die Aufsicht über die Chorknaben der Kapelle und hat ihnen in seinem Haus Kost und Unterkunft zu geben. 1585 reist er in die Niederlande und veröffentlicht sein Madrigal Ardo si in der Sammlung Sdegnosi amori von Giovanni Gigli da Imola.
- Antonius Gosswin, der seit 1580 Mitglied der Kapelle von Prinz Ernst, Bischof von Freising, einem Sohn von Herzog Albrecht, ist, lebt seit Anfang 1580 mit seiner Frau in Freising. Sein Dienstherr, der gegen Jahresende 1580 zum Bischof von Lüttich ernannt wurde, trat sein Amt feierlich am 30. Januar 1581 an. Nach wenigen Jahren in Lüttich hat der Bischof seinen Wohnsitz am 29. Januar 1584 nach Bonn verlagert, nachdem er in der Diözese Köln eine Pfründe bekommen hatte. Ob Antonius Gosswin ihm nach Lüttich und nach Bonn gefolgt ist, ist nicht überliefert.
- Orlando di Lasso ist seit 1563 Kapellmeister der Münchner Hofkapelle. Zu Orlandos Aufgaben gehören u. a. Reisen durch Europa zur Anwerbung neuer Musiker, die Unterrichtung der Chorknaben, die teilweise sogar in seiner Familie leben, Proben mit den Musikern und die Komposition zahlreicher neuer Werke. Schon lange vor dem Tod Albrechts V. 1579 hat di Lasso ein hervorragendes Verhältnis zu Albrechts Nachfolger Wilhelm V. entwickelt; dieser sorgt auch ab 1573 für die Herausgabe einer eindrucksvollen Reihe großformatiger Chorbücher mit Orlandos Messen, Offizien, Lesungen und Magnificats in den erwähnten Patrocinium musices.

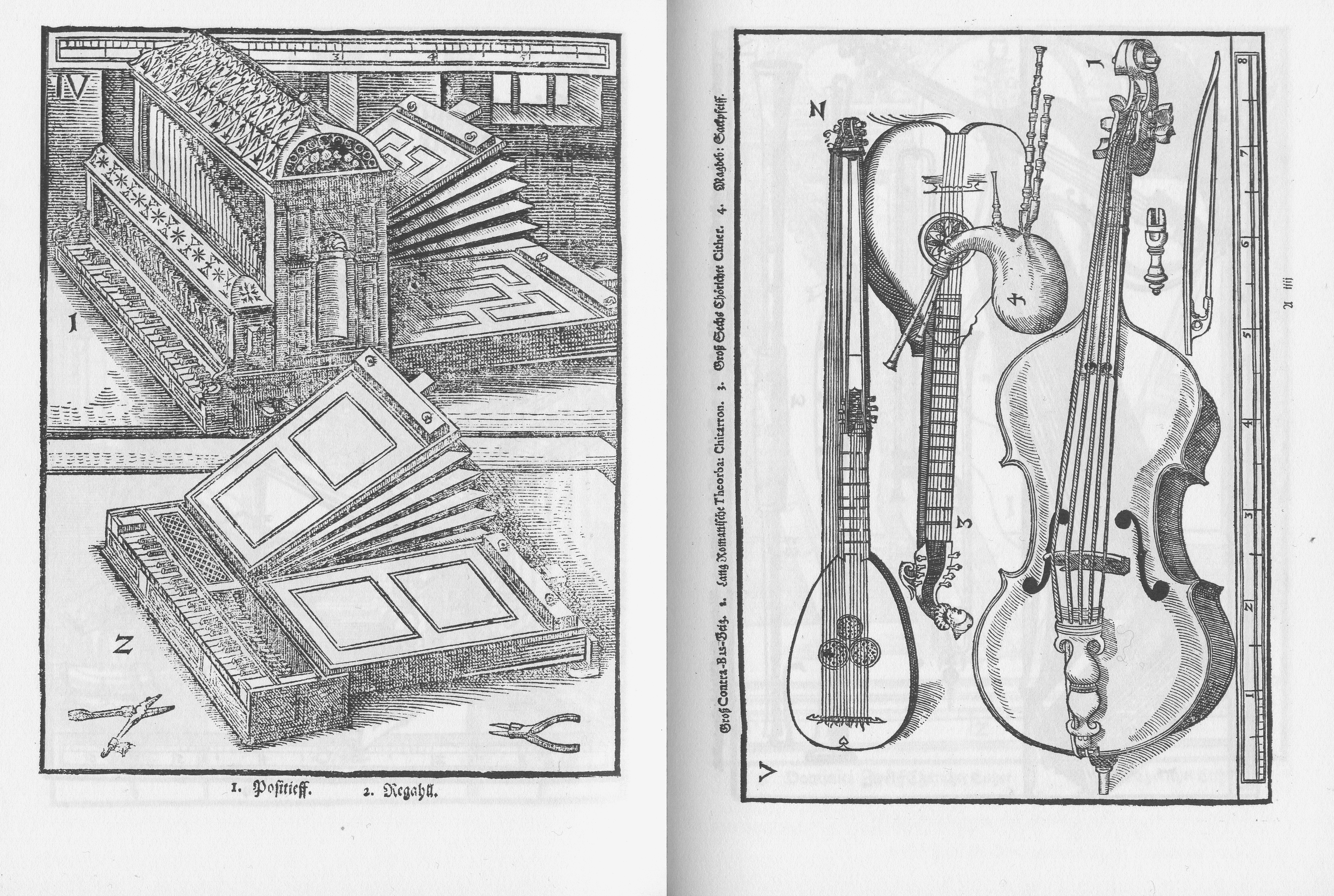

##### Reichsstadt Regensburg
- Andreas Raselius, der seit 1581 in Heidelberg studiert hatte, ist seit 1584 Kantor an der Neupfarrkirche in Regensburg und wirkt als Lehrer am Gymnasium poeticum.

#### Burgundischer Reichskreis

##### Republik Antwerpen
- Servaes van der Meulen, der während seiner Amtszeit im Frühjahr 1581 verhindern konnte, dass die Anhänger des Calvinismus die große Orgel der Antwerpener Kathedrale abbauen, ist Organist an der St.-Gertrudskirche in Bergen-op-Zoom und an einer Kapelle der Kathedrale Notre-Dame in Antwerpen. Der calvinistische Magistrat der Stadt erlaubt ihm zunächst seinen Posten als Organist zu behalten. Als die Republik Antwerpen im Jahr 1585 gestürzt und die Stadt eingenommen wird, fordert Alexandre Farnèse, dass Servaes van der Meulen, der als Abweichler gilt, all seiner Posten enthoben wird. Der Rat der Kirchenverwaltung stimmt auf Bitten des Herzogs von Parma zu, dass Van der Meulen eine jährliche Pension erhält.
- Hubert Waelrant wirkt in Antwerpen. Im Jahr 1585 gibt Waelrant bei den Verlegern Phalèse und Bellère die Sammlung Symphonia angelica mit 55 vier- bis sechsstimmigen Madrigalen heraus; fünf davon sind von ihm selbst.

##### Grafschaft Flandern
- Andreas Pevernage, der vom 17. Oktober 1563 bis 1577 Kapellmeister an der Kirche Notre-Dame in Courtrai war und 1564 zusätzlich eine Pfründe an Sankt Willibrordus in Hulst erhalten hatte, wechselt 1578 an die Kirche St. Jakob in Brügge, weil Courtrai kurzzeitig unter die Herrschaft der Calvinisten gerät. Zwischen 1578 und 1585 wird die Arbeit Pevernages aber auch in Brügge immer wieder durch die kriegerischen Auseinandersetzungen zwischen den Konfessionen beeinträchtigt. Als im Jahr 1585 der Singmeister der Kathedrale Notre-Dame in Antwerpen, Hendrik Munten, stirbt, wird Pevernage als Nachfolger berufen. Er kann diese Stellung aber erst antreten, als die von spanischen Truppen unter Alexander Farnese belagerte Stadt am 17. August 1585 kapituliert; am 29. Oktober legt er hier seinen Amtseid ab.

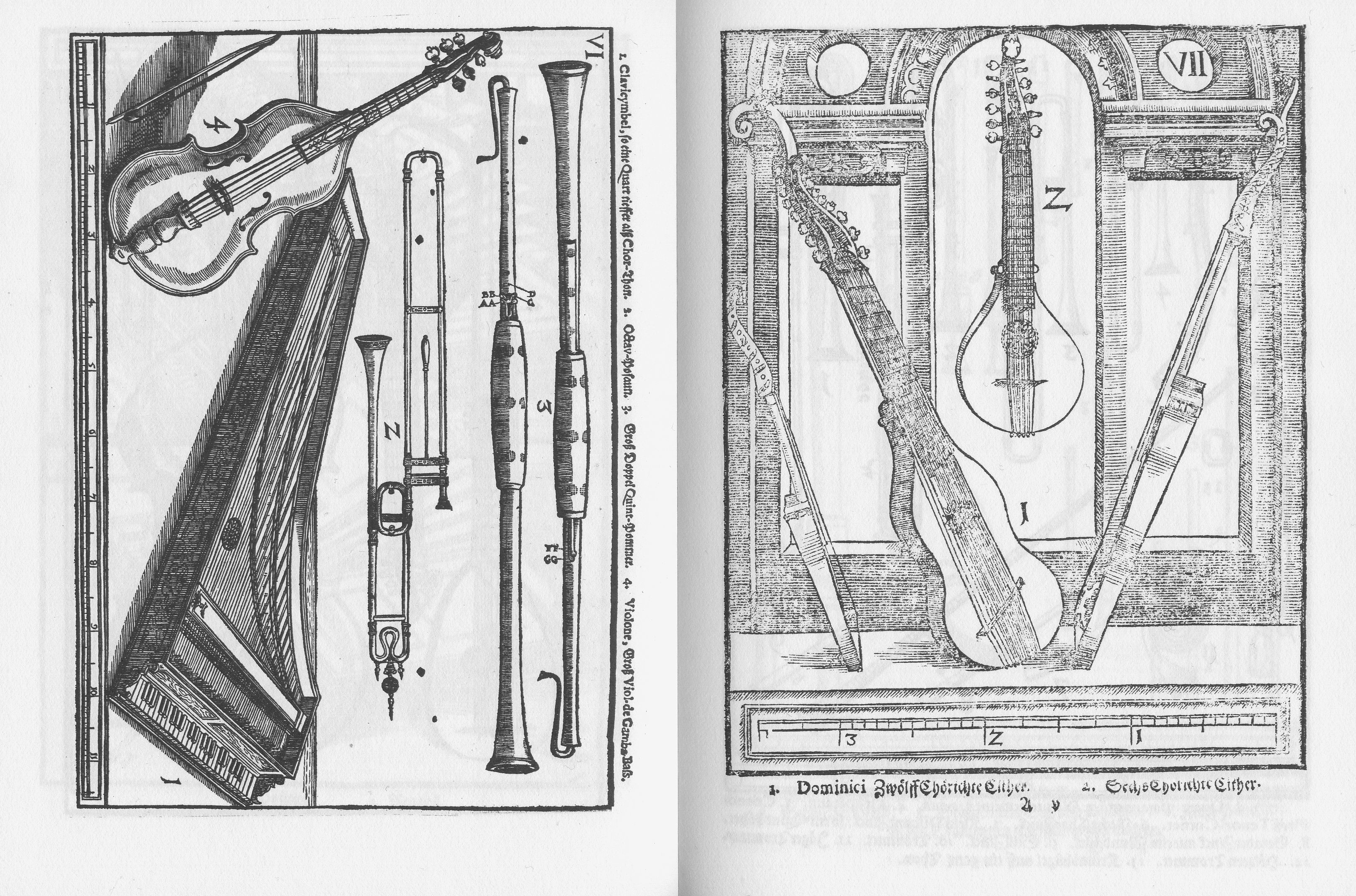

##### Grafschaft Holland
- Jan Pieterszoon Sweelinck, der älteste Sohn des Organisten Pieter Swibbertszoon und seiner Frau Elske Jansdochter Sweeling, lebt in Amsterdam und wirkt nach Aussage von Sweelincks Schüler und Freund Cornelis Plemp seit dem Jahr 1577 als Organist an der Oude Kerk. Nach Johann Mattheson ist er „schon in der Jugend, wegen seiner netten Fingerführung auf der Orgel, und überaus artigen Manier zu spielen, sonderlich berühmt“.[1] Nach dem Tod seiner Mutter im Jahr 1585 muss Sweelinck mit seinem niedrigen Gehalt seinen jüngeren Bruder und seine Schwester versorgen.

##### Tournai
- Géry de Ghersem, der in seiner Jugendzeit seine erste musikalische Ausbildung durch den Komponisten George de La Hèle an der Kathedrale von Tournai erhielt, folgt seinem Lehrer zusammen mit 13 weiteren Knaben, nachdem La Hèle im Jahr 1580 zum Kapellmeister des spanischen Königs Philipp II. berufen worden war und 1582 seinen Dienst in Madrid antrat.

#### Kurrheinischer Reichskreis

##### Kurpfalz
- Mathias Gastritz, der am 22. Dezember 1561 zum Organisten der Stadt Amberg bestellt wurde, wirkt fast 30 Jahre lang in den Diensten der Stadt.

#### Niederrheinisch-Westfälischer Reichskreis

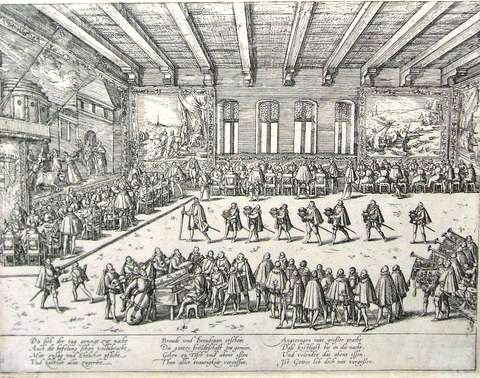
Jülicher Hochzeit 1585, Darstellung des Collegium musicum

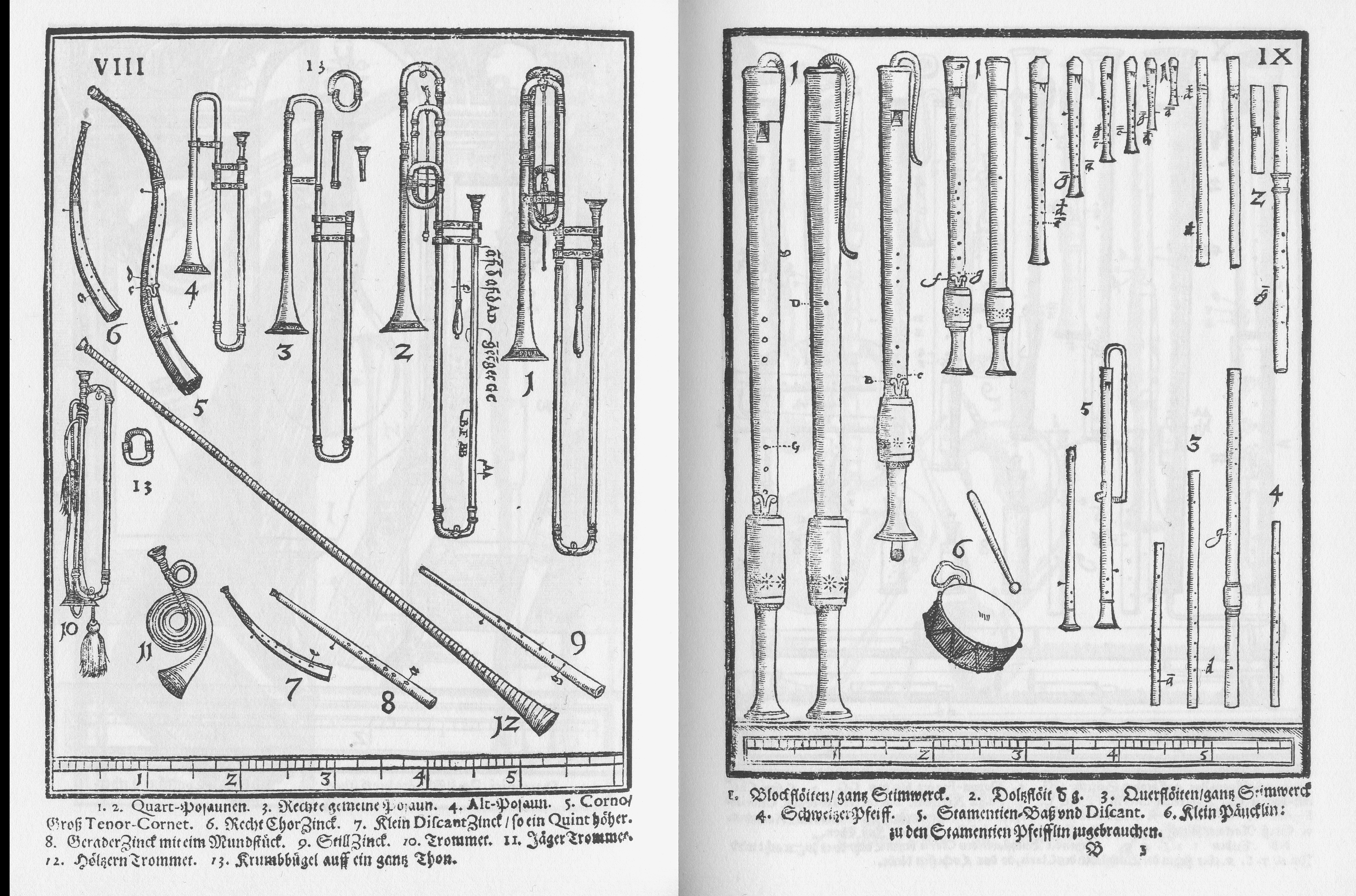

##### Vereinigte Herzogtümer Jülich-Kleve-Berg
- Martin Peudargent ist Hofkomponist in den Diensten von Wilhelm V. von Jülich-Kleve-Berg. Peudargent ist 1585 maßgeblich an der musikalischen Gestaltung der Hochzeitsfeier des Herzogssohns Johann Wilhelm mit Markgräfin Jakobe von Baden beteiligt.

#### Niedersächsischer Reichskreis

##### Erzstift Magdeburg
- Leonhart Schröter, der von 1561 bis 1576 als Stadtkantor in Saalfeld gewirkt hatte, ist seit 1576 Kantor an der Altstädter Lateinschule in Magdeburg, wo er bis zu seiner Emeritierung 1595 verbleibt.

##### Fürstentum Braunschweig-Wolfenbüttel
- Thomas Mancinus, der von 1579 bis 1581 Tenorist in der Hofkapelle in Berlin war, tritt spätestens 1583 in die Dienste des in Gröningen residierenden Bischofs von Halberstadt, des späteren Herzogs Heinrich Julius von Braunschweig-Wolfenbüttel. Im Dezember 1583 wird er zum Kapellmeister ernannt, eine Stellung, die er bis 1604 innehat. Unter seiner Leitung wird sich die Hofkapelle bis 1590 von acht auf 17 Mitglieder vergrößern, dazu kommen noch 12 Trompeter und Pauker.
- Johann Zanger der Ältere, der seit 1553 Pfarrer an der Petrikirche in Braunschweig war, ist seit 1571 Pfarrer an der Martinikirche, seit 1577 Stellvertreter des Stadtsuperintendenten.

##### Hamburg
- Jacob Praetorius der Ältere, der wahrscheinlich in seiner Heimatstadt Magdeburg Unterricht von Martin Agricola erhielt, ist von 1555 bis zu seinem Tod 1586 als Organist und Kirchenkomponist an zwei Kirchen in Hamburg nachweisbar.

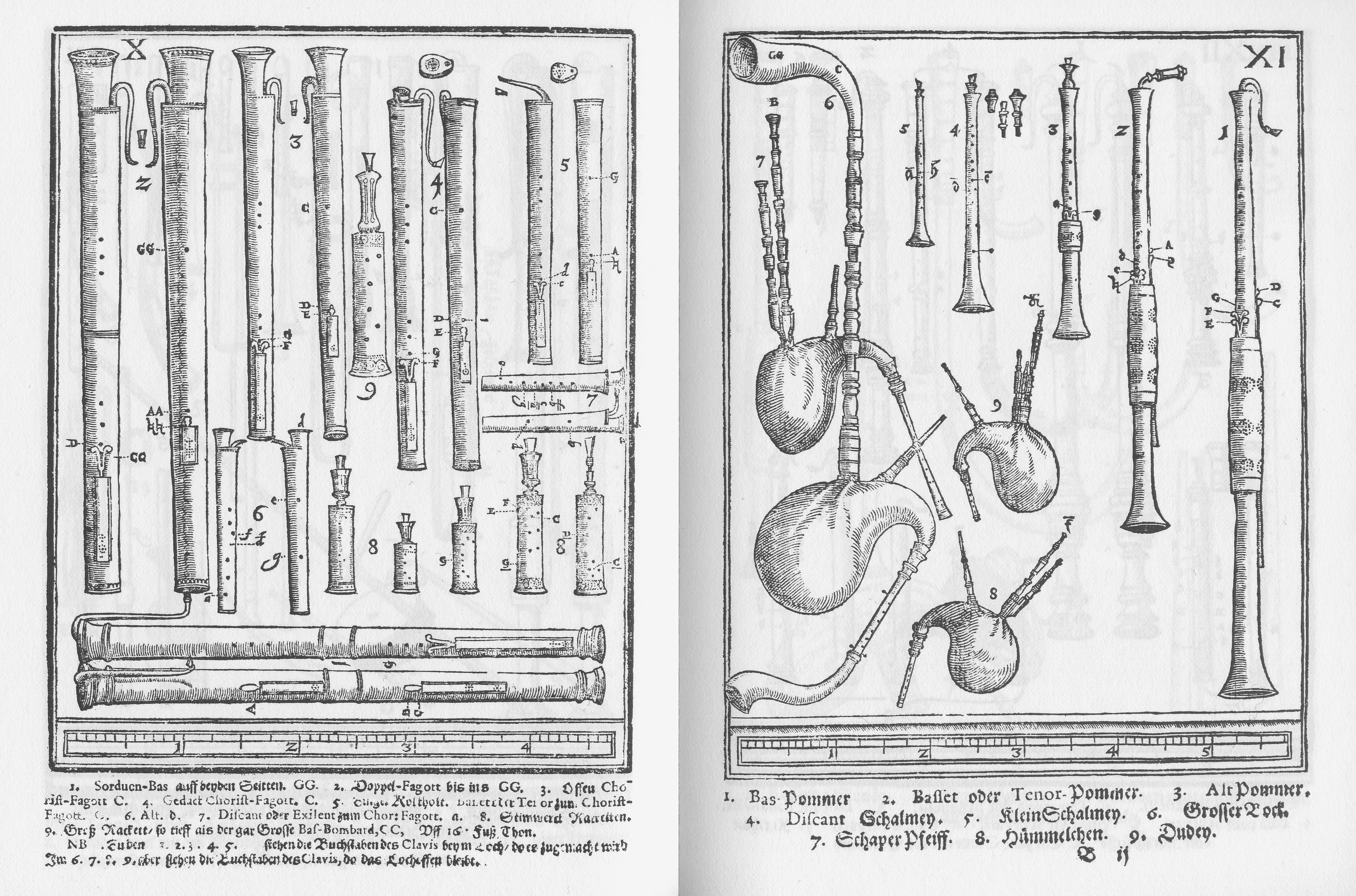

#### Obersächsischer Reichskreis

##### Kurfürstentum Sachsen
- Elias Nikolaus Ammerbach, der von 1548 bis 1549 an der Universität Leipzig studiert hatte, wirkt danach, vermutlich bis an sein Lebensende 1597, als Thomasorganist an der Thomaskirche.
- Joachim a Burck, der ab 1563 Kantor an der Lateinschule in Mühlhausen war, ist seit 1566 Organist an der Kirche Divi Blasii in Mühlhausen. Daneben ist er als Geschichtsschreiber, öffentlicher Notar und seit 1583 als Senator tätig.
- Sethus Calvisius, der seit 1580 an der Universität Leipzig studierte, ist – auf Empfehlung Nikolaus Selneckers und der gesamten theologischen Fakultät der Universität Leipzig – seit November 1582 Kantor in Schulpforta, wo er unter anderem den Motettengesang bei den gemeinsamen Mahlzeiten einführt. Daneben wirkt er als Pädagoge nicht nur im Themengebiet der Musik, er gibt auch Unterricht in Hebräisch und betreibt chronologisch-historische Studien.
- Wolfgang Figulus ist von 1551 bis zu seiner Pensionierung 1588 Kantor und Lehrer an der Fürstenschule in Meißen. Er unterrichtet die Fächer Musik, Latein und Religion und sorgt für die musikalische Gestaltung der Gottesdienste in der Afrakirche.
- Rogier Michael, der von 1572 bis 1574 die Stelle eines Tenorsängers in Ansbach an der Hofkapelle von Markgraf Georg Friedrich von Brandenburg-Ansbach bekleidete, ist seit 1. Februar 1575 – auf Empfehlung von Aemilia von Sachsen, der Schwester von Kurfürst August von Sachsen – Sänger und Musiker an der Dresdener Hofkapelle.
- Georg Österreicher studiert ab 1585 an der Universität Wittenberg.
- Nikolaus Selnecker, der seit dem Jahreswechsel 1573/74 wieder Professor in Leipzig ist, ist seit 1576 zusätzlich Pfarrer an der Thomaskirche und Superintendent, dazu auch Domherr am Meißner Dom.

##### Mark Brandenburg
- Bartholomäus Gesius, Sohn eines Ackerbürgers und Ratsherrn, studiert zwischen 1578 und 1585 an der Viadrina in Frankfurt (Oder).

#### Österreichischer Reichskreis

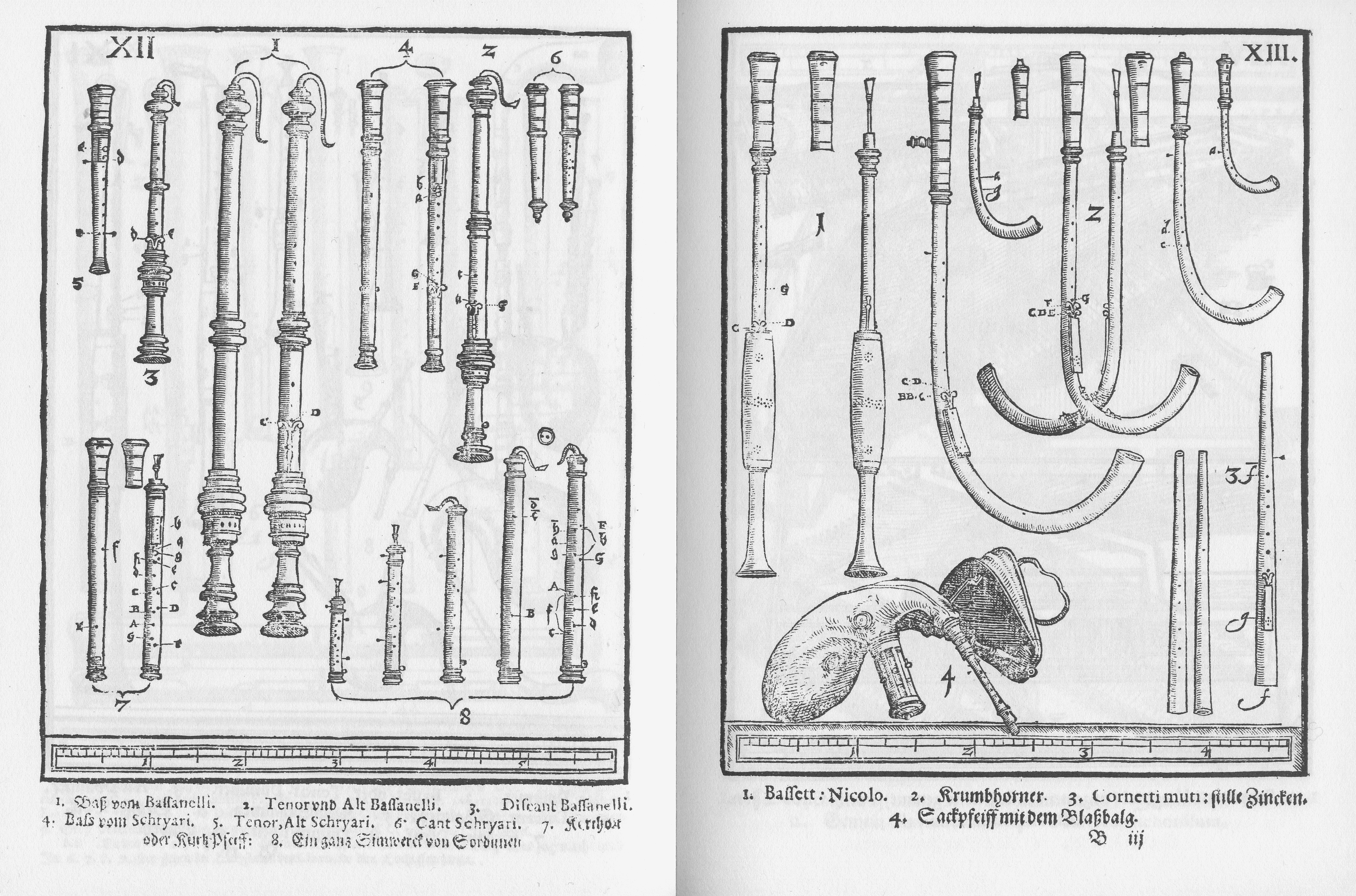

##### Erzherzogtum Österreich
- Blasius Amon, der seit ca. 1568 Sängerknabe an die Hofkapelle von Erzherzog Ferdinand II. in Innsbruck ist, erhält unter den Kapellmeistern Wilhelm Bruneau (tätig von 1564 bis 1584) und Alexander Utendal (tätig von 1564 bis 1581) eine gründliche musikalische Ausbildung.
- Matthia Ferrabosco ist seit 1581 Altist an der Grazer Hofkapelle.
- Simone Gatto, der seit 1568 am Hof in München als Posaunist wirkte, setzt seine berufliche Laufbahn seit 1572 in Graz fort. In der dortigen Hofmusikkapelle wirkt er zunächst als Bläser und ist seit 1581 Hofkapellmeister.
- Jakob Regnart, der zuletzt Vize-Kapellmeister der Hofkapelle von Kaiser Rudolf II. in Prag war, wirkt seit Frühjahr 1582 in der Nachfolge von Alexander Utendal als Vizekapellmeister in Innsbruck am Hof von Erzherzog Ferdinand II., der als besonders eifriger Verfechter der Gegenreformation gilt. Regnart begann seinen Dienst am 9. April 1582 und erreicht die Position des Kapellmeisters am 1. Januar 1585. In diesem Jahr veröffentlicht er in München eines seiner Werke zu fünf Stimmen in der Sammlung Sdegnosi ardori.
- Franz Sales, der 1580 vorübergehend eine Stelle als Tenorsänger in Hechingen angenommen hatte und noch im gleichen Jahr für kurze Zeit als Sänger an die Münchner Hofkapelle wechselte, hat seit dem 1. November 1580 eine Anstellung an der Hofkapelle in Innsbruck, wo er etwa sieben Jahre lang bleibt. 1585 veröffentlicht er in München eine Komposition zu fünf Stimmen in der Sammlung Sdegnosi ardori.
- Lambert de Sayve, der seit 1577 in der Grazer Hofkapelle von Erzherzog Karl gewirkt hatte und dessen Entlassungsgesuch Ende Juni 1582 entsprochen wurde, ist wahrscheinlich kurz darauf als Kapellmeister in die Dienste von Erzherzog Matthias in Linz getreten; belegt ist dies erst ab August 1583.
- Ludovico Zacconi, der seit 1577 an der Kirche des hl. Stephanus in Venedig studiert hatte und wird später ein Schüler von Andrea Gabrieli wurde, nimmt im Juli 1585 eine Stellung am Hof des Erzherzogs Karl II. an, die er bis zu Karls Tod im Jahre 1590 behält.

#### Schwäbischer Reichskreis

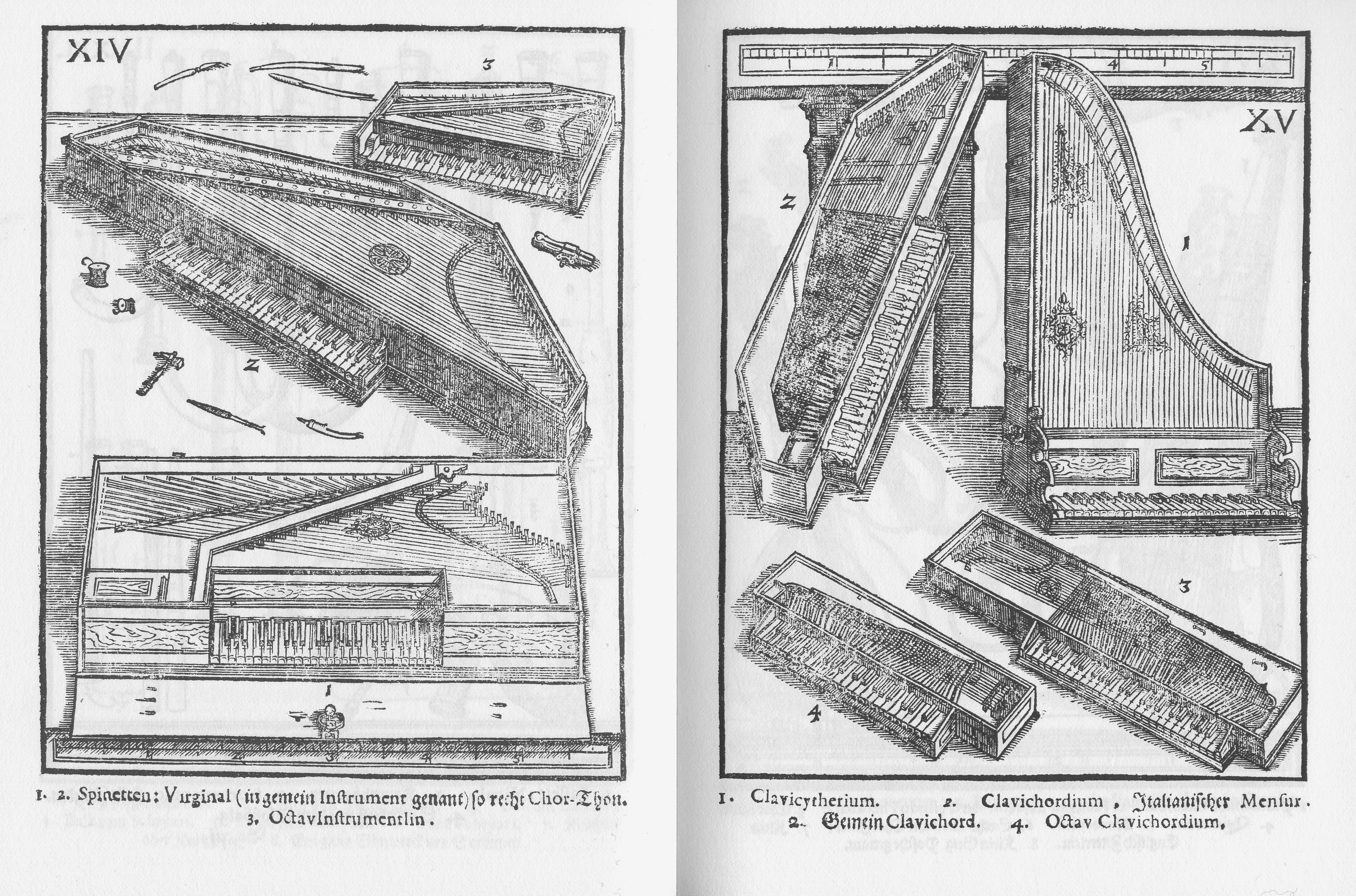

##### Herzogtum Württemberg
- Ludwig Daser ist seit 1572 und bis zu seinem Ableben 1589 Kapellmeister der Hofkapelle Stuttgart.
- Balduin Hoyoul, der im Jahr 1561 im Alter von etwa 13 Jahren als Diskant-Sänger in den Chor der Stuttgarter Hofkapelle unter Ludwig Dasers Leitung eingetreten war und 1564/65 für zwei Jahre als Schüler zu Orlando di Lasso nach München geschickt wurde, wirkt nach seiner Rückkehr wieder als Altist und Komponist der Stuttgarter Hofkapelle. Einige Mitglieder der Kapelle bekommen von ihm Kompositionsunterricht, so 1579/80 der spätere Hofkapellmeister Hans Konrad Raab und 1585/86 Tobias Salomo († 1621).
- Leonhard Lechner wird am 1. August 1585 von Herzog Ludwig von Württemberg als „Musicus“ in die Stuttgarter Hofmusik aufgenommen. Dort dient er unter den Kapellmeistern Ludwig Daser und Balduin Hoyoul zunächst als Tenorsänger und liefert Kompositionen. 1585 veröffentlicht er in München Ardo sì, ma non t’amo zu fünf Stimmen in G. Giglis Sammlung Sdegni ardori und Mir ist ein feins brauns Medelein / Frölich und frey, nit frech darbey zu vier Stimmen in J. Pühlers Sammlung Schöner auserleßner Geistlicher und Weltlicher Teutscher Lieder.
- Simon Lohet ist seit dem 14. September 1571 Organist der württembergischen Hofkapelle in Stuttgart. Es ist auch Lohets Aufgabe, die Instrumente der Hofkapelle zu verwalten. Neben seinem Amt als Hoforganist wirkt Lohet als Lehrer eines größeren Schülerkreises.

##### Hohenzollern-Hechingen
- Ferdinando di Lasso, der 1560 geborene Sohn von Orlando di Lasso und dessen Frau Regina (Wäckinger), ist von 1585 bis 1590 beim Grafen Eitel Friedrich IV. von Hohenzollern-Hechingen angestellt.
- Leonhard Lechner ist seit Herbst 1583 in Hechingen Kapellmeister am katholischen Hof des Grafen Eitel Friedrich von Hohenzollern-Hechingen; die freie Ausübung seiner lutherischen Konfession lässt er sich schriftlich bestätigen. Seit Frühjahr 1584 hat er die Leitung der dortigen kleinen, aber leistungsstarken Schar von Musikern. Doch schon nach einem Jahr gerät er in heftige Auseinandersetzung mit seinem Dienstherrn, bestimmt den Sohn von Orlando di Lasso als seinen Nachfolger, gibt sein Amt in Hechingen auf und bewirbt sich mit Empfehlungsschreiben von Herzog Wilhelm V. und Orlando di Lasso um die seit 1584 freie Stelle des Hofkapellmeisters in Dresden. Anschließend, im Juli 1585, verlässt Lechner Hechingen eigenmächtig und vorzeitig, ohne förmliche Entlassung. Der tiefere Grund des Streits ist nicht überliefert. Nachdem er von seinem bisherigen Dienstherrn für vogelfrei erklärt worden ist, findet der Komponist kurzzeitig Zuflucht in dem Tübinger Kreis um Nicodemus Frischlin (1547–1590), danach unter dem Schutz des Württemberger Herzogs in Backnang. Der Aufforderung des Hechinger Grafen zur Rückkehr widersetzt sich Lechner in einem Schreiben in ungewöhnlich respektlosem Tonfall. Im weiteren Verlauf wendet sich Graf Eitel Friedrich an den Nürnberger Rat und an mehrere Fürsten und verhindert damit die geplante Vorstellung Lechners in Dresden. Außerdem kommt es zu einer negativen Stellungnahme des Dresdener Vizekapellmeisters Georg Forster, die letztlich zur Ablehnung von Lechners Bewerbung führt.

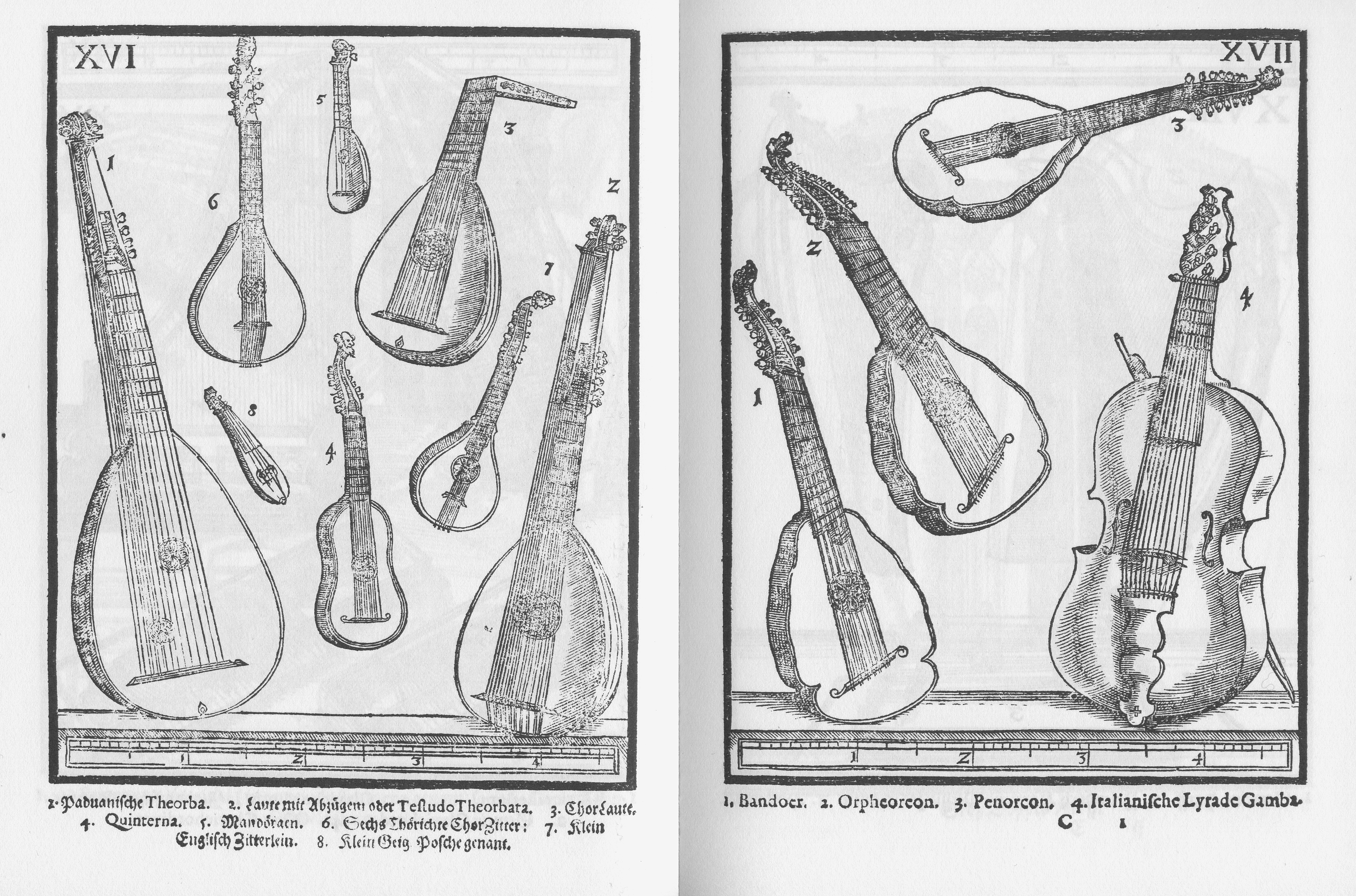

##### Hohenzollern-Sigmaringen
- Melchior Schramm, der 1572 für zwei Jahre Organist an der neuerrichteten Stiftskirche des Damenstifts in Hall war, wirkt seit 1574 als Organist und Hofkapellmeister am Hof von Hohenzollern-Sigmaringen, wo er unter Graf Karl II. von Hohenzollern-Sigmaringen die Hofkapelle neu aufbaut und bis 1596 leitet.

##### Reichsstadt Augsburg
- Adam Gumpelzhaimer, der im Benediktinerkloster Sankt Ulrich und Afra Augsburg seine erste musikalische Unterweisung durch Jodocus Entzenmüller und wahrscheinlich auch durch den Chorleiter Johannes Treer erhalten hatte, ist seit 1581 Kantor und Praeceptor am Gymnasium bei St. Anna. Diese Anstellung behält er bis an sein Lebensende. 1585 heiratet er Barbara Wismüller.
- Hans Leo Haßler, der ab 1584 Unterricht bei Andrea Gabrieli in Venedig erhalten hatte und sich dort mit dessen Neffen, dem Komponisten Giovanni Gabrieli, angefreundet hatte, wird 1585 in Augsburg Kammerorganist des Grafen Oktavian II. von Fugger und Organist an St. Moritz; diese Position hat er fünfzehn Jahre lang inne.

##### Reichsstadt Dinkelsbühl
- Michael Tonsor wirkt von ungefähr 1567 bis 1588 als Organist an der St. Georgskirche in Dinkelsbühl.

#### Nicht eingekreiste zum Heiligen Römischen Reich zugehörige Territorien und Stände

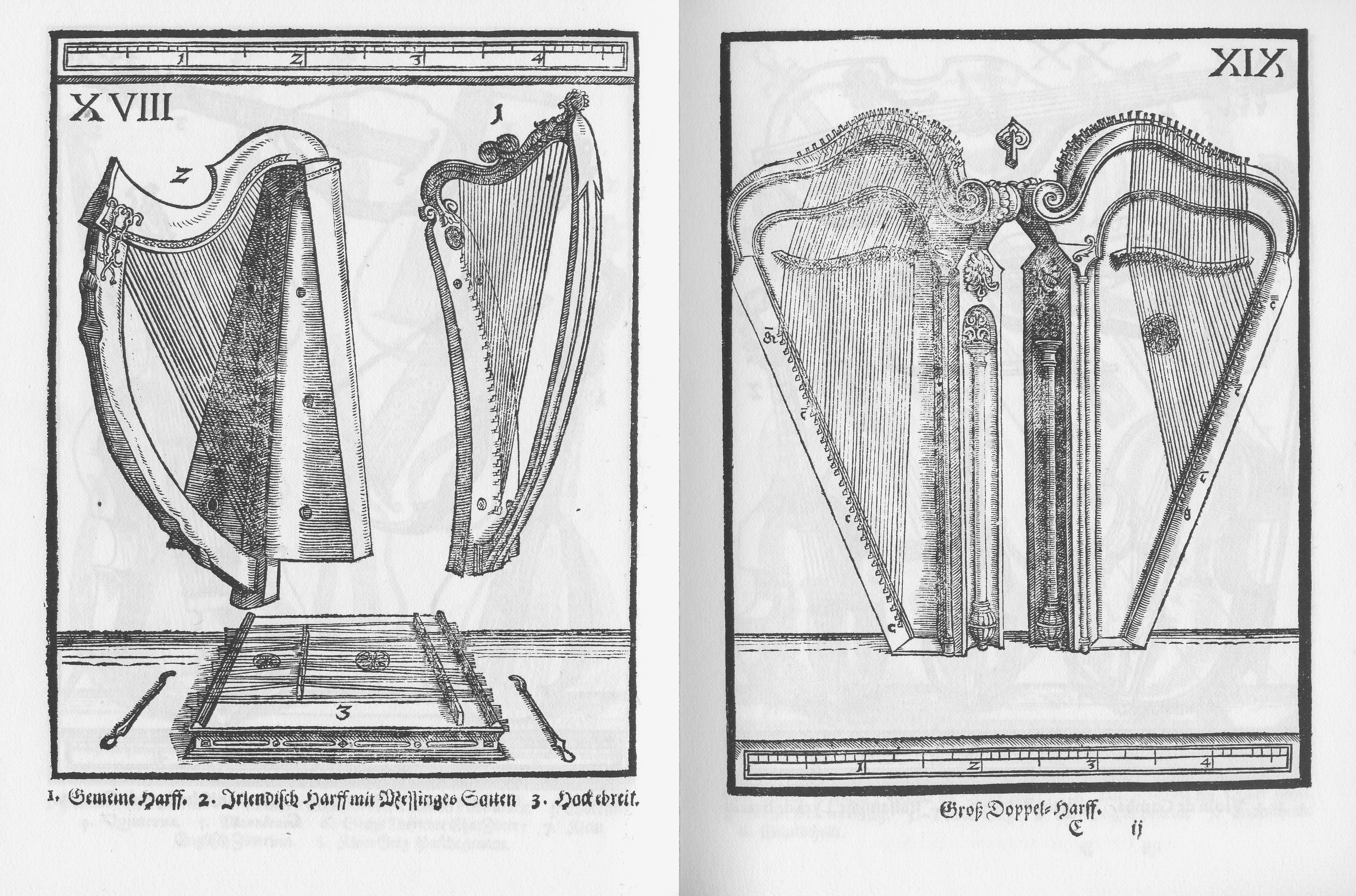

##### Alte Eidgenossenschaft
- Samuel Mareschall, der sich für die Jahre 1576 und 1577 an der Universität Basel zum Studium eingeschrieben hatte, ist seit 1577 als Nachfolger von Gregor Meyer Organist am Basler Münster; im gleichen Jahr wurde Mareschall an der Universität zum professor musices berufen. Zusätzlich bekommt er eine Anstellung als Musiklehrer am Gymnasium am Münsterplatz und am Collegium Alumnorum. Es gehört auch zu seinen Aufgaben, wöchentlich mit den Schülern des Gymnasiums und den Alumnen Übungsstunden („musices exercitia“) für den Kirchengesang am Münster abzuhalten.

##### Herzogtum Mailand
- Giovanni Battista Bovicelli, der schon in Jugendjahren Mitglied des Mailänder Kathedralchores wurde, ist seit 1583 Sopranist des Domchores, wo er noch 1597 mit einer Dotation von 159 Liren vermerkt ist.
- Marc’Antonio Ingegneri, der wahrscheinlich bei Cyprian de Rore in Parma und bei Vincenzo Ruffo in Verona studiert hatte, lebt in Cremona und erwirbt sich dort einen guten Ruf als Komponist und Instrumentalist. Er ist möglicherweise Organist und ist als Streicher nachgewiesen. Seit dem Jahr 1581 ist er maestro di cappella der dortigen Kathedrale, und anscheinend bleibt er für den Rest seines Lebens in dieser Position.
- Tiburtio Massaino, der seit 1571 maestro di cappella von Santa Maria del Popolo in Rom war und danach in Modena gewirkt hatte, ist seit 1580 in Lodi tätig.
- Claudio Merulo, der seit dem Jahr 1566 als Nachfolger von Annibale Padovano als erster Organist am Markusdom tätig war und Venedig 1584 verlassen hat, erhält danach eine Stelle am Hofe der Farnese in Parma.

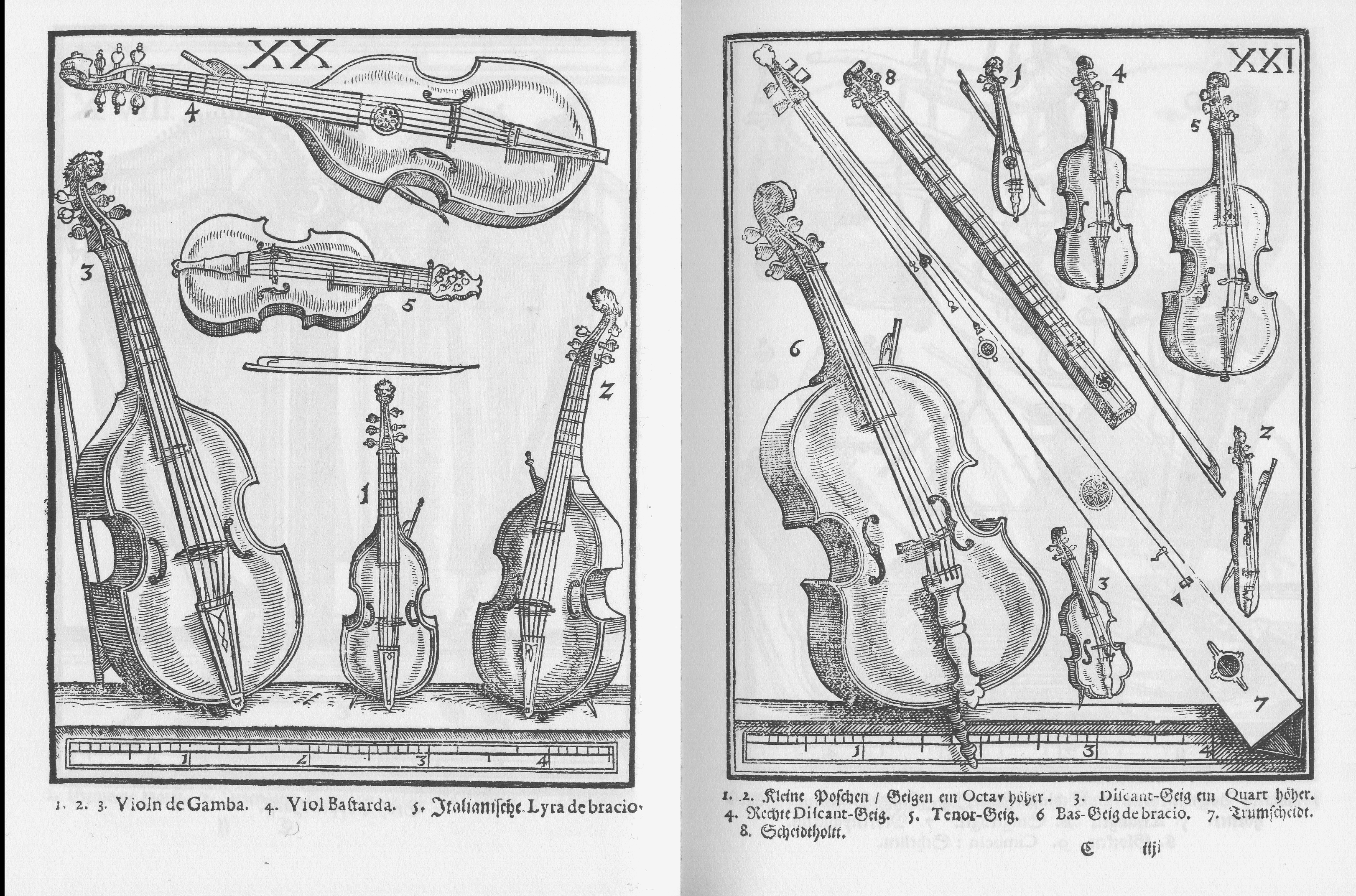

##### Herzogtum Mantua
- Ippolito Baccusi ist ab etwa 1576 bis 1589 als Kapellmeister am Dom zu Mantua tätig.
- Giovanni Giacomo Gastoldi, der in Mantua als Chorknabe an der Basilika Santa Barbara seine musikalische Ausbildung erhielt, Theologie studierte und seit 1572 Subdiakon war, ist seit 1574 Diakon und seit 1575 Priester. Gastoldi erhält Pfründe, damit verbunden ist die Verpflichtung, den Chorknaben Gesangsunterricht zu geben. Als Mitglied der Kapelle beteiligt er sich an der Komposition des vom Herzog Guglielmo Gonzaga (der sich auch selber als Komponist betätigt) gewünschten Repertoires. Wegen mehrfacher schwerer Erkrankungen und Abwesenheiten des Kapellmeisters Giaches de Wert muss Gastoldi diesen im Zeitraum von 1582 bis 1586 häufiger vertreten.
- Giaches de Wert, der von 1563 bis 1565 den Dienst eines Kapellmeisters für die kaiserlichen Gouverneure in Mailand versehen hatte, wirkt spätestens seit September 1565 als Kapellmeister an der neu gebauten Basilika Santa Barbara in Mantua, der Hofkirche der Gonzaga-Herzöge. In dieser Stellung bleibt er bis zu seinem Tod im Jahr 1596. Er ist auch als prefectus musicorum für die weltliche Musik am Hof von Herzog Guglielmo Gonzaga in Mantua zuständig. Er bezieht ein außerordentlich hohes Jahresgehalt, zu welchem weitere Gratifikationen und im Jahr 1580 eine Schenkung von Ländereien hinzukommen. Seit 1582 leidet er an den Folgen einer Malaria-Erkrankung.
- Benedetto Pallavicino, der in seiner Jugendzeit Organist an verschiedenen Kirchen der Provinz Cremona war, tritt spätestens 1581 in Sabbioneta bei Mantua in den Dienst von Vespasiano Gonzaga, wo er zusammen mit Giaches de Wert, Giovanni Giacomo Gastoldi, Salamone Rossi und Claudio Monteverdi wirkt. In dieser Stellung blieb er bis an sein Lebensende. 1585 veröffentlicht er in Venedig sein Il terzo libro de madrigali zu fünf Stimmen.
- Francesco Soriano, der seit 1580 als Maestro di cappella in der Kirche San Luigi dei Francesi in Rom gewirkt hatte, ist 1581 nach Mantua umgezogen und hat seitdem eine Stellung am Hof der Gonzagas.

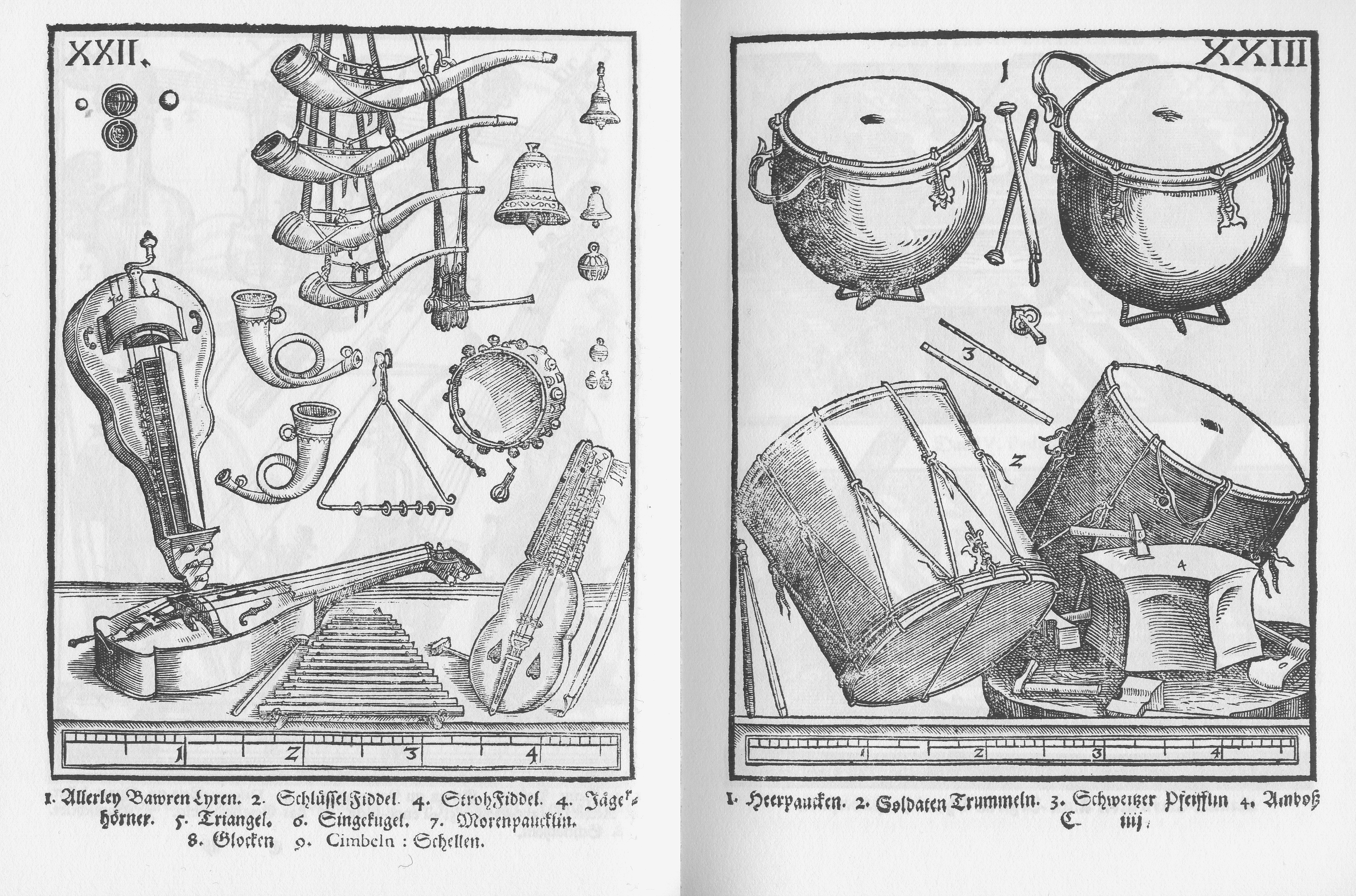

##### Herzogtum Modena und Reggio
- Bernardino Bertolotti ist Hofmusiker der Familie Este in Ferrara. Er ist „als Instrumentalist am Hof von Ferrara von Dezember 1578 bis zu dessen Auflösung Anfang 1598 angestellt.“[2]
- Luzzasco Luzzaschi, der seit Mai 1561 Organist und seit 1564 herzoglicher Hoforganist am Hof des Herzogs Alfonso II. d’Este war, ist seit 1574 – als Nachfolger Afonso della Violas (auch dalla Viola genannt) – Leiter der Instrumentalmusik des Herzogs von Ferrara. Seit 1572 bekleidet er zusätzlich das Organistenamt am Ferrareser Dom.
- Ercole Pasquini, der – nach dem Zeugnis des Theologen und Franziskanerpaters Agostino Superbi – bei Alessandro Milleville (1521?–1589) Musik studiert hatte, übernimmt von diesem zwischen 1583 und 1587 die musikalische Erziehung von Vittoria Aleotti, einer Tochter des Hofarchitekten von Ferrara, Giovanni Battista Aleotti.
- Alessandro Piccinini, der in einer musikalischen Familie aufwuchs und zusammen mit seinen Brüdern Filippo und Girolamo von seinem Vater Leonardo Maria eine Ausbildung zum Lautenisten erhielt, ist von 1582 bis 1597 am Hof von Herzog Alfonso II. in Ferrara tätig.
- Alessandro Striggio der Ältere, der zuvor in Florenz tätig war, pflegt in den 1580er-Jahren den Umgang mit der Familie Este an deren Hof in Ferrara, wo sich eines der damaligen Zentren der italienischen Musikentwicklung befindet.

##### Herzogtum Toskana
- Giulio Caccini, der wahrscheinlich Mitglied im Knabenchor der Cappella Giulia des Petersdoms und von Oktober 1564 bis November 1565 Gesangsschüler von Giovanni Animuccia war, wirkt seit dem 29. April 1566 am Hof des Großherzogs Ferdinando I. de’ Medici in Florenz.
- Vincenzo Galilei, der 1581 seine musiktheoretische Schrift Dialogo della musica antica e della modernaveröffentlicht hatte, wirkt in Florenz.
- Cristofano Malvezzi, der seit 1571 als Kapellmeister am Baptisterium San Giovanni gewirkt hatte, ist seit 1574 – in der Nachfolge seines Vaters – Organist an der Basilica di San Lorenzo.
- Giovanni Piero Manenti, der im Juni 1571 – nach dem Tode von Francesco Corteccia – Kapellmeister an S.Giovanni geworden war, dieses Amt aber bereits nach sechs Monaten niedergelegt hatte, ist Organist an der Kathedrale von Florenz, ein Amt, das er bis zu seinem Tod 1597 ausübt. Manenti ist ebenfalls als Musiker am Hof der Medici tätig und komponiert zumindest ein Werk für die „Compagnia di S.Giovanni Evangelista“ in Florenz.

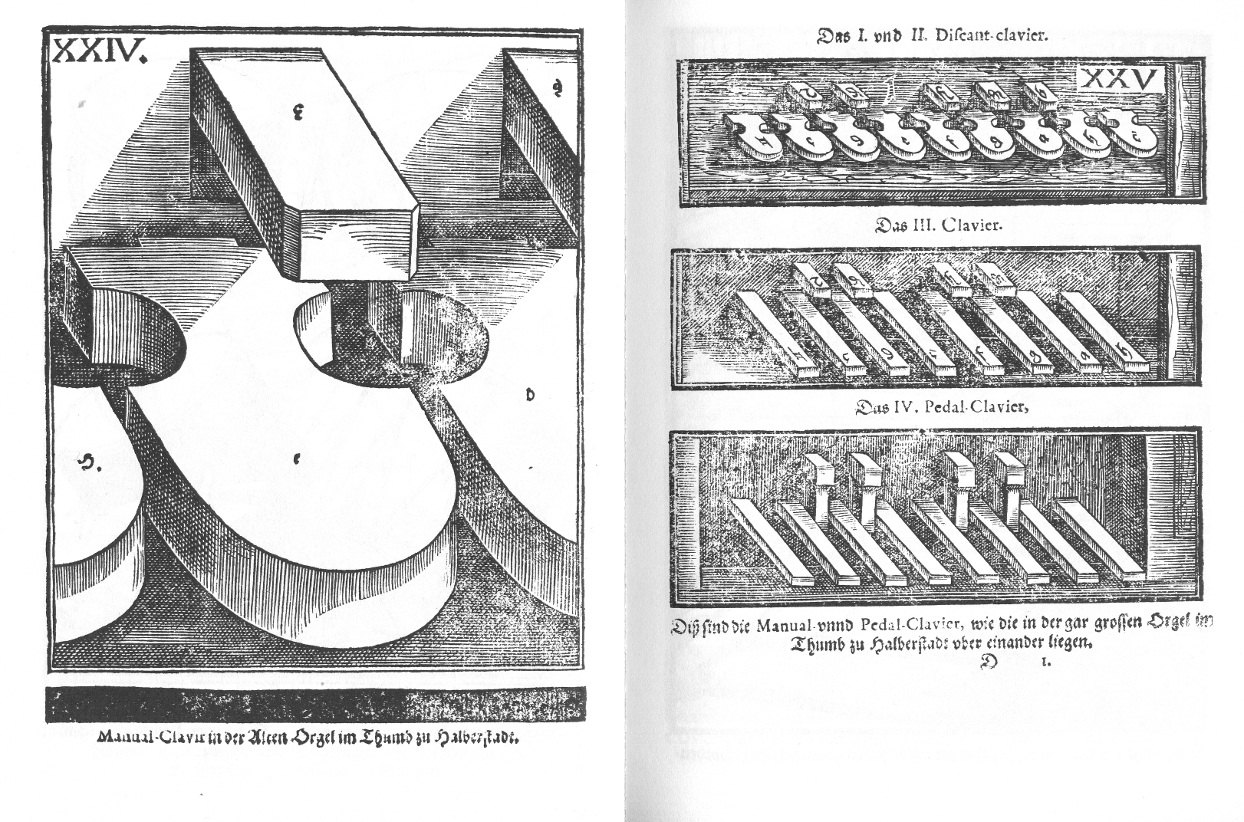

##### Königreich Böhmen
- Szymon Bar Jona Madelka lebt seit ungefähr 1575 in Pilsen, wo er Mitglied der Fleischerzunft ist. Später wird er Zunftmeister, Ratsherr der Stadt und Kantor.
- Giovanni Battista Pinello di Ghirardi, der seit 1581 – wenige Monate nach dem Tod von Antonio Scandello – Kapellmeister der Dresdner Hofkapelle war, gibt den Posten wegen Unstimmigkeiten schon bald auf und lebt seitdem in Prag. 1585 veröffentlicht er in Dresden seine Napolitane a cinque voci.

##### Markgrafschaft Mähren
- Jacobus Gallus, der zuvor durch Böhmen, Mähren und Schlesien gereist war, steht seit 1580 als Kapellmeister in den Diensten des Bischofs von Olmütz.

### Königreich England und Irland

#### Chapel Royal von Elisabeth I.
- John Baldwin ist Tenor an der Royal Chapel in London.
- William Byrd ist seit 1570 „Gentleman of the Chapel Royal“. Nach dem Tod von Thomas Tallis komponiert er 1585 die fünfstimmige Elegie Ye sacred muses, die mit dem Satz endet „Tallis is dead, and Music dies“ (im Deutschen: Tallis ist tot, und die Musik stirbt).
- William Mundy, der 1543 Mitglied im Chor von Westminster Abbey wurde und später für verschiedene Kirchengemeinden arbeitete, ist seit 1563 Mitglied der Chapel Royal, an der er bis zu seinem Tode 1591 verbleibt.
- Thomas Tallis, der 1543 zum „Gentleman of the Chapel Royal“ in London ernannt wurde und dieses Amt in den folgenden vierzig Jahren bekleidete, stirbt am 23. November 1585.

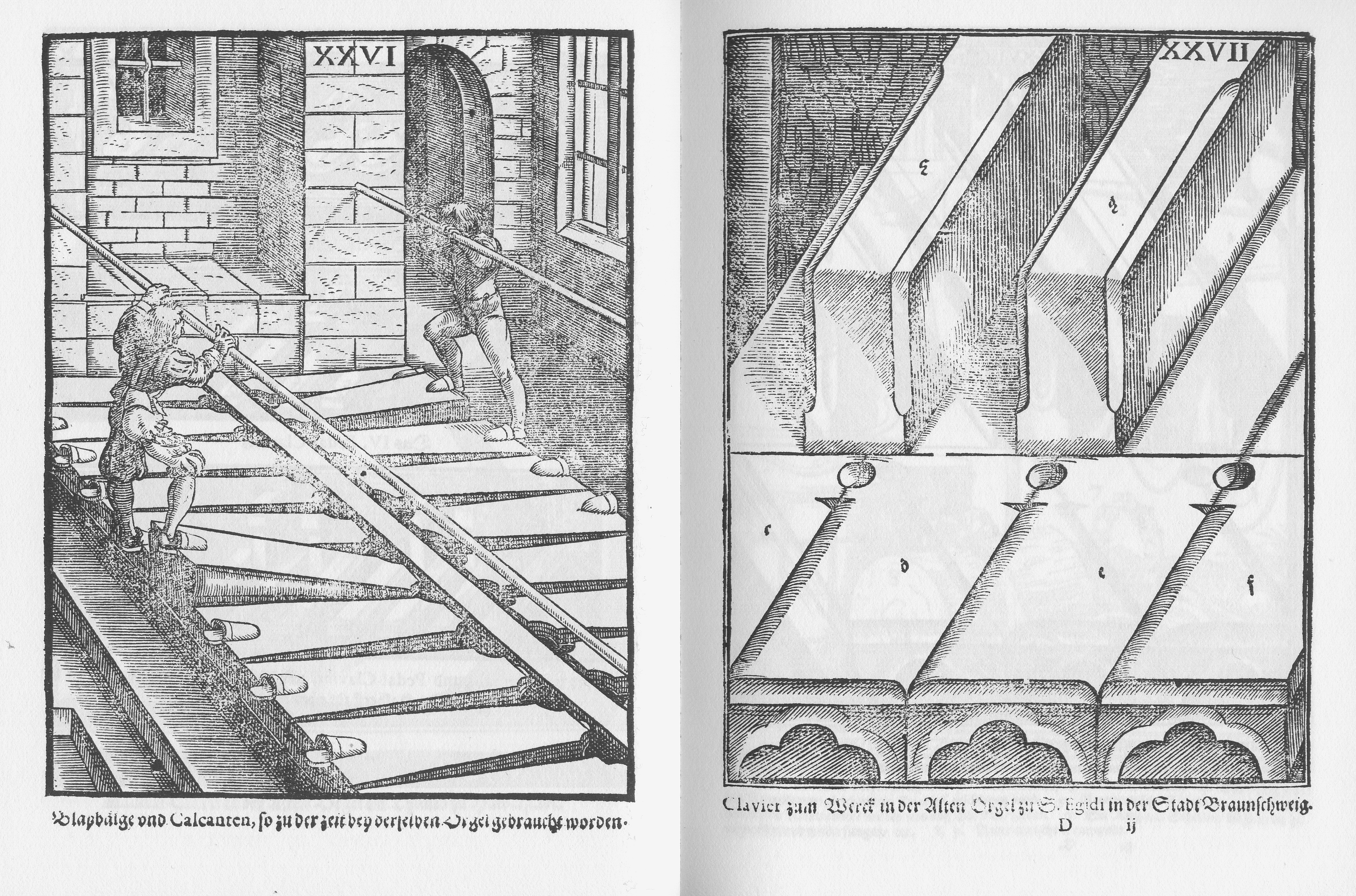

#### Hereford
- John Bull, der 1573 Kapellknabe an der Hereford Cathedral war und wahrscheinlich schon seit 1574 Mitglied der Children of the Chapel Royal, hat seit 1582 seine erste Anstellung als Organist, wieder an der Kathedrale zu Hereford.

#### Windsor
- Nathaniel Giles wird im Jahr 1585 an die St. George’s Chapel in Windsor berufen, neben Westminster Abbey Begräbniskirche der englischen Könige. Er ist hier als Organist und Chormeister tätig und bekleidet dieses Amt bis zu seinem Ableben.
- John Mundy, der zuvor Organist am Eton College war, übt dieses Amt ab 1585 an der St George’s Chapel in Windsor Castle aus.

### Königreich Frankreich

#### Chapelle Royale von Heinrich III.
- Eustache du Caurroy ist seit 1570 zunächst als Sänger im Dienst der französischen Könige Karl IX. und Heinrich III. tätig.

#### Évreux
- Guillaume Costeley, der nach seiner Ausbildung von 1560(?) bis 1570 Hoforganist am Hof von Karl IX. war, wirkt danach bis zu seinem Ableben 1606 in Évreux als Komponist und ist dort Mitglied der Bruderschaft Sainte Cécile.

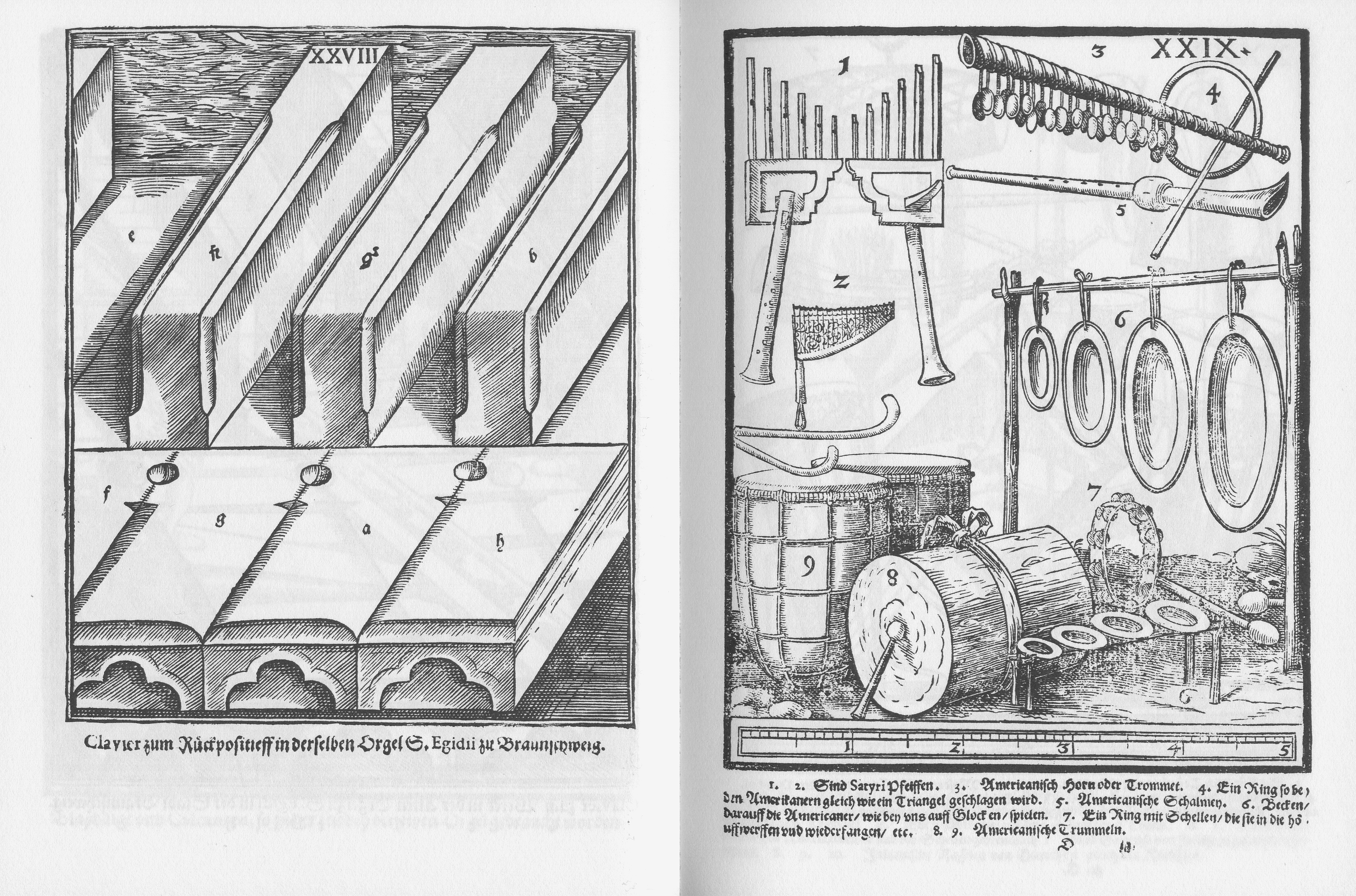

#### Paris
- Pierre-Francisque Caroubel, der von italienischer Herkunft war, lebt seit 1576 in Paris und ist seit 1583 durch königlichen Brief eingebürgert. Caroubel hat eine Anstellung als Violon Ordinaire de la Chambre du Roi bei König Heinrich III. und dessen Bruder François-Hercule de Valois, duc d’Alençon.
- Claude Le Jeune, der sich der 1570 von Jean-Antoine de Baïf und Joachim Thibault de Courville († 1581) unter der Schirmherrschaft des französischen Königshauses (Karl IX.) in Paris gegründeten Institution Académie de poésie et de musique angeschlossen hatte, ist seit 1582 als Lautenist in den Dienst von Herzog François d’Anjou, dem Bruder von König Heinrich III., getreten und wirkt bei ihm auch als Lehrer der Chorknaben (Maistre des enfants de musique). Nach dem Tod des Herzogs 1584 ist er möglicherweise in den Diensten von Herzog Heinrich von Bouillon und unterrichtet adelige Hugenotten. Widmungen seiner Werke (Livre de meslanges von 1585 und Dodecachorde von 1598) offenbaren seine Verbundenheit mit der protestantischen Prominenz seiner Zeit.
- Adrian Le Roy lebt in Paris und ist musikalischer Leiter des von ihm mit seinem Vetter Robert Ballard 1551 gegründeten Musikverlags Le Roy & Ballard.
- Jacques Mauduit ist Mitglied der Académie de musique et de poésie, des von Jean-Antoine de Baïf und Joachim Thibault de Courville gegründeten Zirkels zur Pflege der Musique mesurée à l’Antique, d. h. zur Wiedererweckung der Rhetorik und Ethik der Musik des antiken Griechenlands in der zeitgenössischen französischen Musik und Dichtung. Nach Courvilles Tod im Jahre 1581 führt Mauduit den musikalischen Vorsitz der Académie. 1585 komponiert er eines seiner bekannten Werke, ein fünfstimmiges Requiem für das Begräbnis des Dichters Pierre de Ronsard.

### Italienische Staaten

#### Herzogtum Urbino
- Leonard Meldert, der bis zum Tod des Herzogs Guidobaldo II. della Rovere in Urbino 1574 an dessen Hof aktiv war und anschließend mit großer Wahrscheinlichkeit in Ravenna in die privaten Dienste von Giulio Feltrio della Rovere, Kardinal von Urbino und Erzbischof von Ravenna, getreten war, ist seit 1578 – nach Aussage des Musikforschers F. Piperno – wieder in Urbino aktiv, und zwar als Kapellmeister der dortigen Kathedrale. Nach Aussage von Simone Sorini, auf Grund von Dokumenten in Archiven Urbinos, ist Meldert auf jeden Fall von September 1581 bis März 1590 Kapellmeister in Urbino. Von 1581 bis 1590 veröffentlicht er hier seine Responsori del natale.

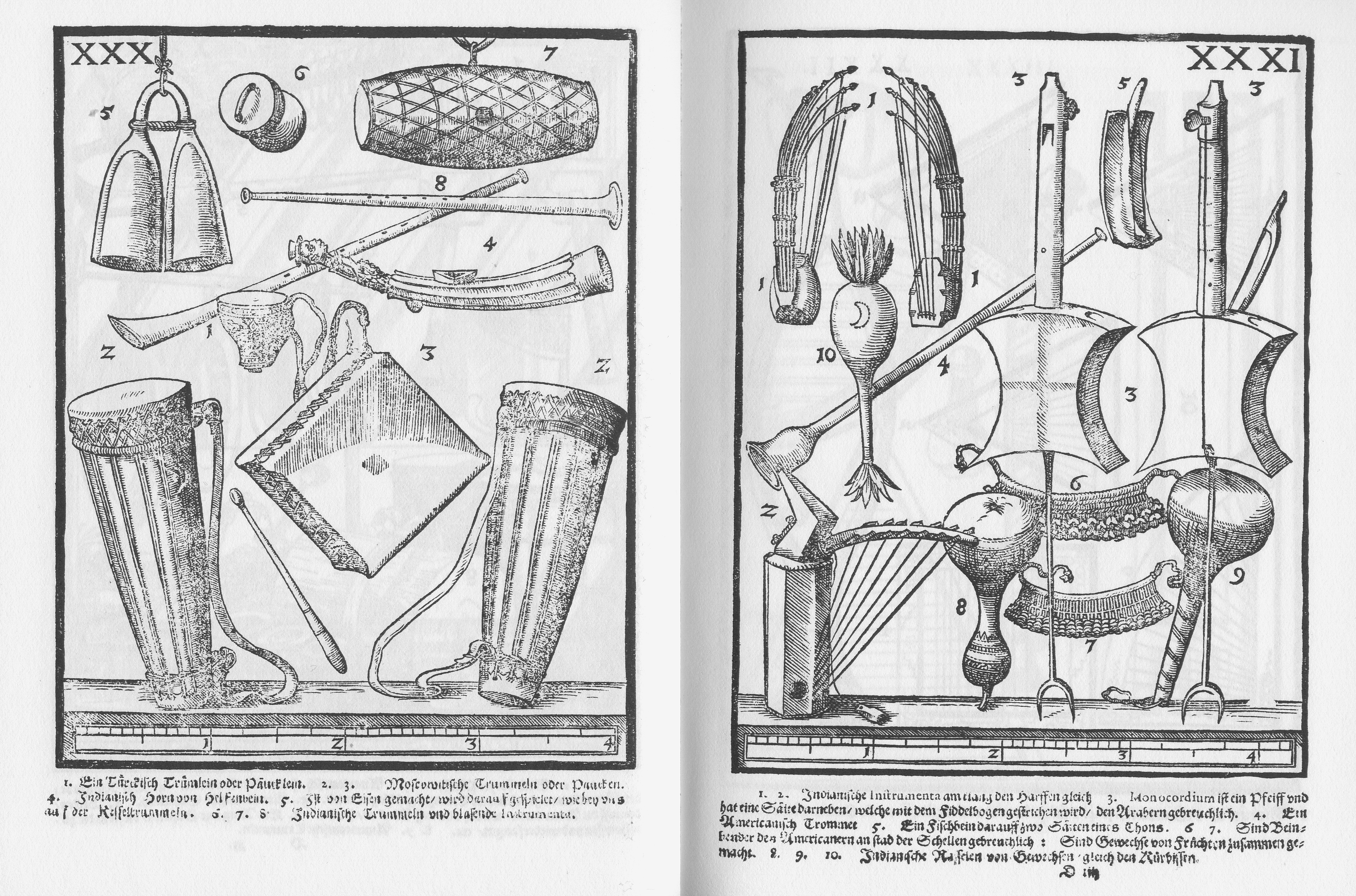

#### Kirchenstaat
- Giovanni Francesco Anerio, der von 1575 bis 1579 Mitglied der Capella Giulia unter Giovanni Pierluigi da Palestrina war, ist Kleriker und hat am 12. Dezember 1583 die Tonsur erhalten. 1585 soll er von Philipp Neri wundertätig von einer schweren Krankheit geheilt worden sein.[3]
- Ghinolfo Dattari erhält ab Februar 1555 in Bologna eine Anstellung als Sänger in der Kapelle von San Petronio, die er 62 Jahre lang, bis zu seinem Tode ausübt.
- Luca Marenzio, der seine erste Anstellung in Rom bei Kardinal Cristoforo Madruzzo († 1578) fand, steht anschließend in Rom in den Diensten von Kardinal Luigi d’Este (Bruder des Herzogs von Ferrara, Alfonso II. d’Este), der 1586 stirbt. In dieser Zeit veröffentlicht er seine ersten Madrigalsammlungen und hat möglicherweise auch Kontakt zum Hof von Ferrara. 1585 veröffentlicht er in Rom seine Madrigale zu vier Stimmen, seine Motetten zu vier Stimmen, das vierte Buch seiner Madrigale zu fünf Stimmen, das dritte Buch seiner Madrigale zu sechs Stimmen und das zweite Buch seiner Villanellen und Canzonetten zu drei Stimmen.
- Giovanni Maria Nanino, der im Sommer 1575 das Amt des Kapellmeisters von San Luigi dei Francesi angetreten hatte, wirkt seit dem 28. Oktober 1577 – nach bestandener Aufnahmeprüfung – als Tenor im Chor der renommierten päpstlichen Kapelle, der Cappella Pontificia. In der Kapelle, die vor allem in der Cappella Sistina auftritt, bleibt er bis zu seinem Tod 1607 tätig. Neben seinen Verpflichtungen als Sänger liefert er auch eigene Kompositionen (eine von der Kapelle erwünschte Fähigkeit) und übernimmt verschiedene administrative Ämter.
- Giovanni Pierluigi da Palestrina, der seit 1565 musikalischer Leiter und Lehrer des Seminario Romano, einer Ausbildungsstätte des Priesternachwuchses war, übt diese Stelle – nachdem Giovanni Animuccia Ende März 1571 verstorben war – seitdem zum zweiten Mal aus. Palestrina ist auch für die Arciconfraternita della Santissima Trinità dei Pellegrini e Convalescenti aktiv, eine damalige römische Frömmigkeitsbewegung. Eine engere Beziehung unterhält Palestrina mit dem Hof der Gonzaga in Mantua.
- Peter Philips, der England im August 1582 verlassen hat, lebt in Rom, wo er als Organist am Englischen Jesuiten-Kolleg arbeitet. Außerdem tritt er für drei Jahre in die Dienste von Alessandro Farnese. Während dieser Zeit, im Februar 1585, macht er Bekanntschaft mit einem Glaubensgenossen, der wie er im Exil lebt: Thomas, dritter Baron Paget (c. 1544–1590). Philips tritt als Musiker in Pagets Dienste und sie verlassen Rom im März 1585. In den nächsten Jahren bereisten sie halb Europa.
- Paolo Quagliati, der nach seiner musikalischen Ausbildung 1574 nach Rom gezogen ist, wirkt hier als Organist in verschiedenen Kirchen. Seine erste Veröffentlichung datiert aus dem Jahr 1585.
- Joannes Tollius, der 1584 für kurze Zeit als maestro di cappella an der Kathedrale von Assisi bewirkt hatte, schließt sich vor dem Jahr 1585 dem Orden der Franziskaner an, wird bald wieder entlassen und wenig später doch wieder aufgenommen.
- Simone Verovio lebt spätestens seit 1575 in Rom.
- Tomás Luis de Victoria, der in Rom das Collegium Germanicum – das Priesterseminar der Jesuiten – absolviert hatte, hat seit 1571 als moderator musicae die Leitung der Kapelle des Collegiums in der Nachfolge von Giovanni Pierluigi da Palestrina. Um 1585 publiziert Victoria in Rom eine Sammlung musikalischer Werke, die auch das Officium Sanctae Hebdomadae enthält, und kehrt im selben Jahr nach Spanien zurück, wo er als persönlicher Kaplan der verwitweten Kaiserin Maria gleichzeitig Leiter der Kapelle des kaiserlichen Klosters de las Descalzas Reales de Santa Clara (Kloster der barfüßigen Clarissen) wird.

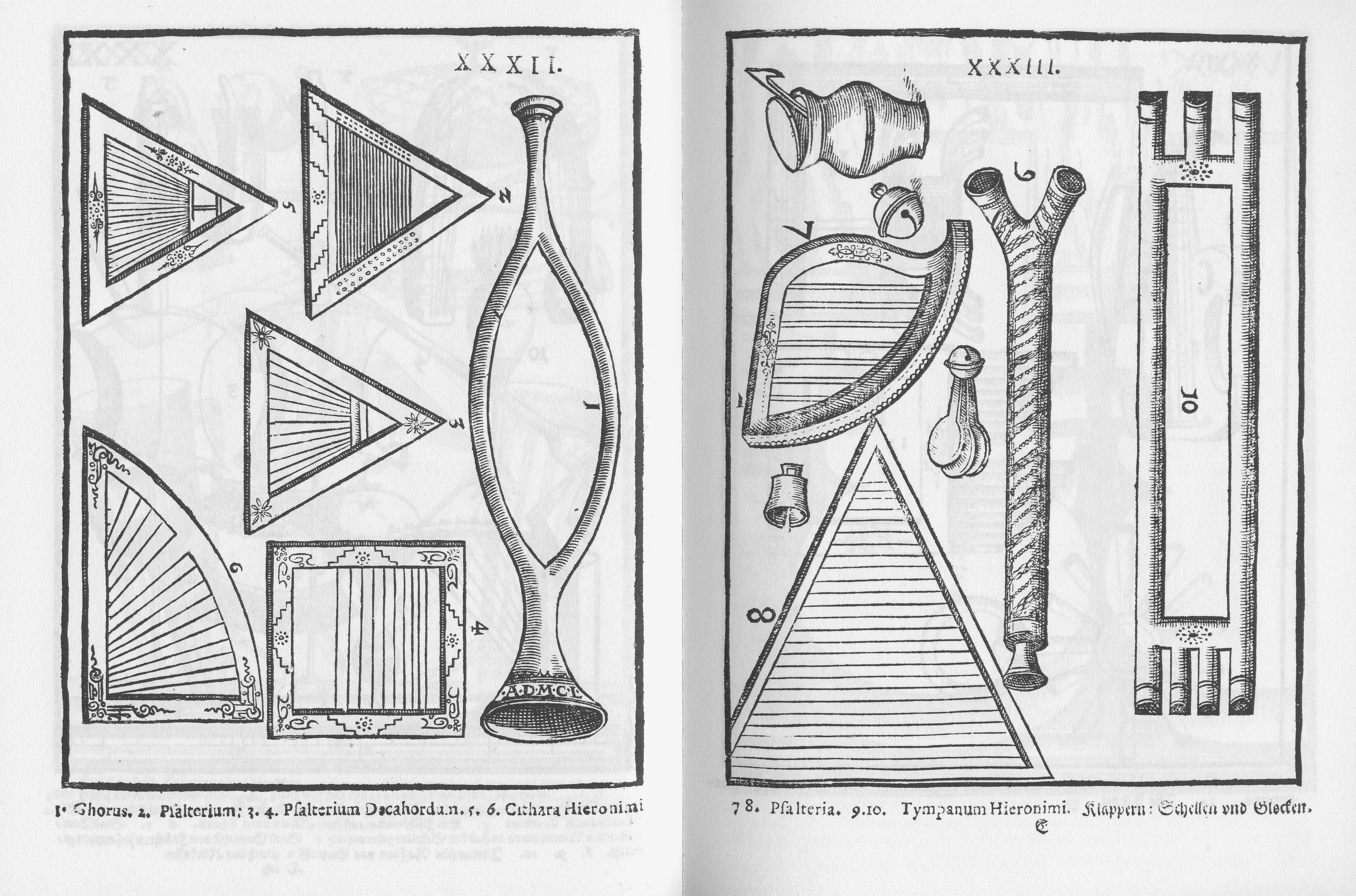

#### Königreich Neapel
- Carlo Gesualdo, der Sohn von Fabrizio II., Fürst von Venosa, und Girolama Borromeo, wächst in Venosa auf. Am Hofe erhält er früh eine fundierte musikalische Ausbildung in Komposition und dem Spiel der Bass-Laute. Nach dem Tod seines älteren Bruders 1585 rückt er in der Erbfolge nach.
- Giovanni de Macque, der zuvor in Rom gewirkt hatte, tritt im Jahr 1585 in Neapel in den Dienst des Fürsten von Venosa, Fabrizio Gesualdo, dem Vater von Don Carlo Gesualdo. Aus dieser Anstellung entwickelt sich eine anhaltende und für den Komponisten förderliche Beziehung.
- Rinaldo del Mel, der seit 6. Juli 1584 die Stellung eines Kapellmeisters an der Kathedrale in Rieti bekleidete, verärgert seine Dienstherren durch häufige Abwesenheiten derart, dass er nach weniger als einem Jahr, am 14. Mai 1585, seines Amtes enthoben wird. In diesem Jahr hielt er sich noch in Rom und in L’Aquila auf. 1585 veröffentlicht er in Venedig sein Liber tertius motectorum zu fünf bis sechs Stimmen, sein Il primo libro de madrigali a cinque e sei voci und sein Il secondo libro delli madrigaletti a tre voci.
- Giovanni Domenico da Nola wirkt seit Februar 1563 bis zu seinem Tod 1592 als Maestro di cappella an der Basilika Santissima Annunziata Maggiore in Neapel. In dieser Funktion lehrt er auch die Mädchen des Waisenhauses der Annunziata und die Diakone des Priesterseminars Gesang.

#### Republik Genua
- Giovanni Battista Dalla Gostena wirkt von 1584 bis 1589 in seiner Heimatstadt Genua an San Lorenzo als Priester und Kapellmeister.

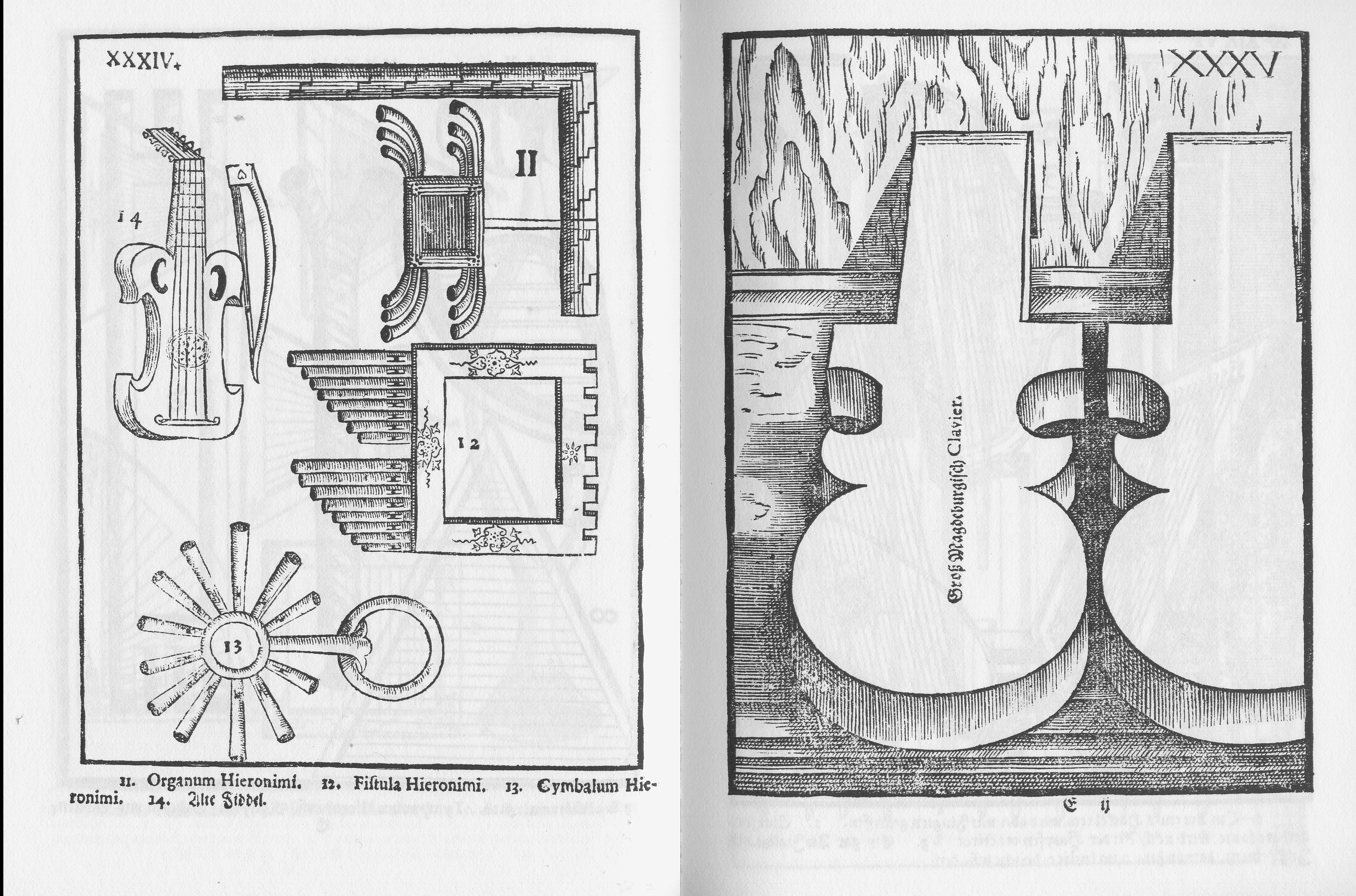

#### Republik Venedig
- 3. März: Das Teatro Olimpico in Vicenza, nach Plänen von Andrea Palladio als erstes freistehendes Theatergebäude seit der Antike in Europa gebaut, wird eröffnet.
- Costanzo Antegnati, der am besten bekannte Spross der verzweigten italienischen Orgelbauerfamilie Antegnati, ist seit 1584 Domorganist in Brescia. 1585 veröffentlicht er ein Madrigal in Lelio Bertanis Madrigali spirituali a 3 voci.
- Giovanni Matteo Asola wirkt von 1577 bis 1591 in Treviso, Vicenza und in Verona als Kapellmeister.
- Giovanni Bassano, der zuerst 1576 als Instrumentalmusiker an San Marco in Venedig in Erscheinung trat, erwirbt sich dort schnell einen Ruf als einer der besten Instrumentalisten in Venedig. Um 1585 veröffentlicht er seine erste Schrift Ricercate, passagi et cadentie mit einer ausführlichen und genauen Beschreibung, wie bei der Transkription von Vokalmusik die Instrumentalstimmen mit Verzierungen zu versehen sind. Im selben Jahr wird er Musiklehrer an dem dem Markusdom angeschlossenen Seminar.
- Floriano Canale ist von 1581 bis 1603 Organist im Konvent von San Giovanni Evangelista in Brescia.
- Giovanni Cavaccio, der seit 1576 als Sänger in Bergamo wirkt, ist von 1581 bis 1598 als Lehrer an der Kathedrale von Bergamo tätig.
- Giovanni Croce wirkt seit 1565 als Chorknabe und Sänger am Markusdom in Venedig.
- Girolamo Diruta, der seit 1574 Mitglied des Minoritenklosters in Correggio war und seine musikalische Ausbildung zum Organisten von Batista Capuani erhalten hatte, lebt seit 1580 in Venedig, wo er Schüler des berühmten Claudio Merulo ist, eventuell auch von Gioseffo Zarlino und Costanzo Porta. Diruta wirkt in Venedig an der Kirche Santa Maria dei Frari bis zum Jahr 1593.
- Baldissera Donato, der seit 1550 als Sänger – zunächst an San Marco in Venedig – aktiv war und auch in der Ausbildung der Sänger wirkte, hat seit 1580 die Kapellmeisterstelle am Dom zu Padua inne.
- Andrea Gabrieli, der wahrscheinlich seit Jahresanfang 1566 als Organist an San Marco tätig war – einer herausragenden Position in der Musikwelt Italiens – stirbt am 30. August 1585. Zu seinen Schülern gehörten neben seinem Neffen Giovanni noch der Komponist und Musiktheoretiker Ludovico Zacconi, Gregor Aichinger, Rogier Michael und Hans Leo Haßler. Vor seinem Tod hatte er noch die Festmusik für die Besuche japanischer Prinzen in Venedig und die Chormusik für die erste griechische Tragödie, die in einer neuzeitlichen Übersetzung in Vicenza aufgeführt wurde, komponiert.
- Giovanni Gabrieli, der 1580 nach Venedig zurückgekehrt war und am Markusdom Hilfsorganist unter seinem Onkel Andrea Gabrieli war, wird 1585 zweiter Organist.
- Giovanni Battista Mosto hat seit 6. November 1580 den Posten des „maestro di cappella“ an der Kathedrale von Padua inne.
- Orazio Vecchi, der zunächst als Musiklehrer in Modena gewirkt hatte, ist seit 1581 Domkapellmeister in Salò.
- Gioseffo Zarlino, der bei Adrian Willaert in Venedig studiert hat, ist seit 1565 – in der Nachfolge von Cypriano de Rore – Kapellmeister am Markusdom in Venedig. Er hat diese Stelle bis zu seinem Ableben 1590 inne.

### Königreich Polen

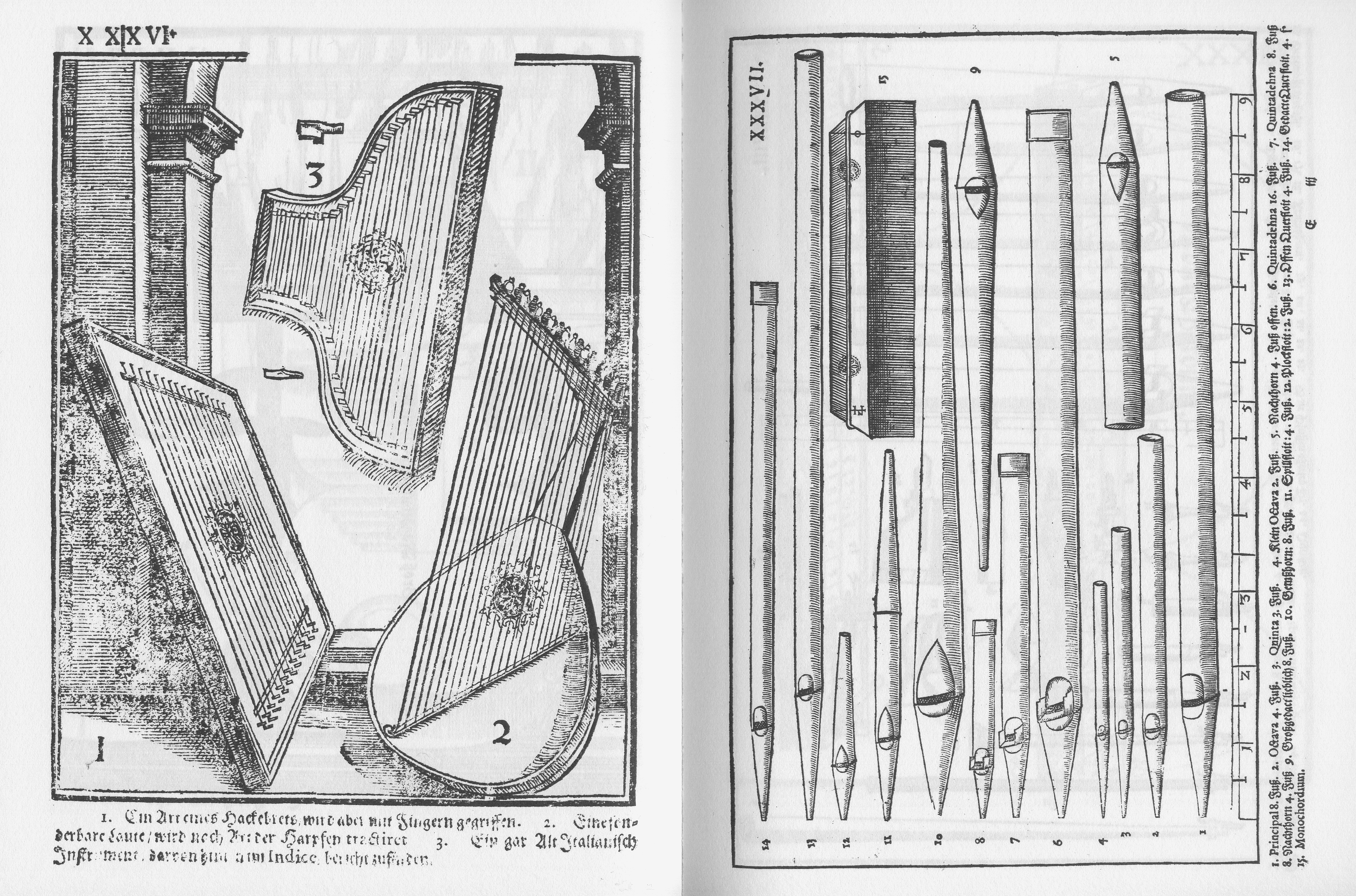

#### Hofkapelle von Stephan Báthory
- Krzysztof Klabon, der seit 1565 Lautenist der königlichen Hofkapelle in Krakau war, ist von 1576 bis 1601, mit einer kurzzeitigen Unterbrechung durch den Italiener Luca Marenzio 1596, Direktor der königlichen Kapelle.

#### Krakau
- Jan Brandt, der 1571 dem Jesuitenorden beigetreten war, ist ab 1584 Mitglied der Jesuitenkonvente in Krakau, Pultusk, Posen und Wilna.

### Herzogtum Preußen
- Johannes Eccard, der von Jakob Fugger als Organist nach Augsburg berufen wurde, ist noch 1579 nach Königsberg in die Dienste des Markgrafen Georg Friedrich von Ansbach gewechselt, der ihn für seine Hofkapelle engagiert hatte. Hier wirkt er als Assistent von Teodoro Riccio, seit 1580 als Vizekapellmeister.
- Teodoro Riccio, der nach seiner Ausbildung als Kirchenmusiker als Kapellmeister der Kirche Santa Nazaro in seiner Heimatstadt Brescia tätig war, ist seit 1575 Hofkapellmeister in Ansbach und folgt seinem Dienstherren nach Königsberg, da dieser vom polnischen König Stephan Báthory, dem damaligen Lehnsherrn Preußens, mit dem Herzogtum belehnt wurde. In seiner Position als Hofkapellmeister erhält Riccio ab 1581 Unterstützung durch die Beiordnung des später berühmten Musikers Johannes Eccard (1553–1611) als Unterkapellmeister. Dieser übernimmt die Arbeit mit dem Knabenchor und einzelne Verwaltungsaufgaben. Am 30. Juli 1585 gewährt ihm der Herzog eine Bestellung auf Lebenszeit mit einem jährlichen Gehalt von 360 Gulden, freier Wohnung und zwei Kleidern. Als Teodoro Riccius in dieser Zeit zum protestantischen Glauben wechselt, findet das bei seinem Dienstherren ein großes Wohlwollen. Die Motivation dazu könnte aber vor allem aus seiner zweiten Eheschließung in Königsberg herrühren. Am 11. November 1585 heiratet Teodoro Riccius in zweiter Ehe Barbara, die Witwe von Bartholomeus Schultz, die ebenfalls in Königsberg wohnhaft ist.

### Königlich Preußen
- Merten Friese, der Sohn des 1584 oder 1585 verstorbenen Orgelbauers Julius Anthoni Friese, lebt in Danzig.

### Königreich Portugal

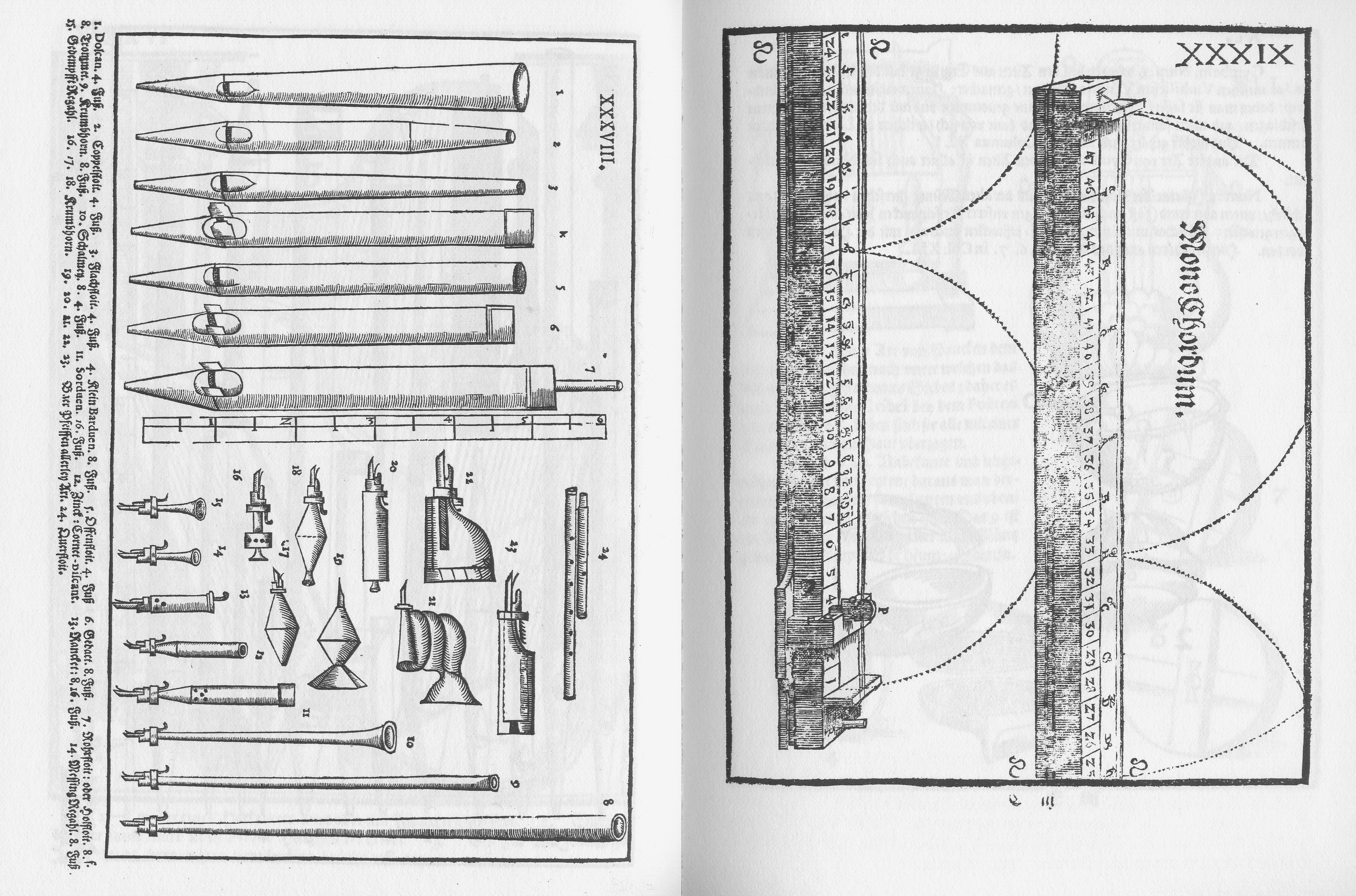

#### Hofkapelle von Philipp I.
- António Carreira ist seit der Thronbesteigung des 14-jährigen Königs Dom Sebastiaõ 1568, Kapellmeister und Magisterio in Lissabon. Nach dem tragischen Verschwinden des Königs Dom Sebastiaõ 1578 nach der Schlacht von Alcácer-Quibir, und dem Tod des Kardinals 1580, bleibt Carreira auch unter der Regierung von Heinrich I. und Philipp I. Kapellmeister der königlichen Kapelle in Lissabon.

### Königreich Spanien

#### Hofkapelle von Philipp II.
- George de La Hèle, der am 15. September 1580 von Philipp II. von Spanien zum Kapellmeister der Capilla real als Nachfolger des 1580 verstorbenen Gérard de Turnhout ernannt wurde, übt dieses Amt seit 1582 aus. Er hat in Madrid eine erfolgreiche Laufbahn mit viel Beifall zu seinen Aufführungen. La Hèle reist zur Hochzeit von König Philipps Tochter Katharina mit Karl Emmanuel, Herzog von Savoyen, im Jahr 1585 nach Saragossa und bringt eine sehr erfolgreiche Motette für diesen Anlass zur Aufführung; dieses Werk ist aber nicht näher bekannt. Auf der gleichen Reise leitet er eine festliche Aufführung in Monzón mit dem Chor der eigenen Kapelle und den Chören von Kastilien, Aragon und Portugal. Im Inventarverzeichnis der Capilla real von 1585 sind folgende Kompositionen von ihm verzeichnet, die alle verloren gegangen sind: ein Credo zu acht Stimmen, zwei Kyrie „de tempore paschali“ zu fünf bzw. sechs Stimmen, zwei Passionsvertonungen zu vier Stimmen, ein Lamentatio Jeremiae zu fünf Stimmen, ein Lamentatio Jeremiae zu acht Stimmen und die Motetten In illo tempore zu acht Stimmen, Domine tu mihi lavas pedes zu acht Stimmen sowie Egredientum zu vier Stimmen.
- Philippe Rogier, der seine erste musikalische Ausbildung an der Kathedrale seiner Geburtsstadt Arras erhalten hatte, ist 1572 mit Gérard de Turnhout – von 1571 bis zu seinem Tod 1580 Kapellmeister der capilla flamenca des spanischen Königs Philipp II. – und anderen jugendlichen Sopranisten nach Madrid gereist und wurde am dortigen Königshof eingeführt. In Madrid kann er in den folgenden Jahren als jugendlicher Sänger seine musikalische Ausbildung vervollständigen. Anlässlich der Hochzeit von Charles Emanuel I. von Savoyen mit Katharina, der Tochter von König Philipp II., im Jahr 1585 in Saragossa komponiert Philippe Rogier die sechsstimmige Messe Ave martyr gloriosa auf die gleichnamige Motette von Jacobus Clemens non Papa und die achtstimmige Motette In illo tempore accesserunt ad Jesum; sie wird bei der Hochzeitsfeier aufgeführt. Beide Kompositionen sind nicht erhalten.
- Cornelis Verdonck, der zuvor an der Universität Douai studiert hatte und in dieser Zeit Schüler von Séverin Cornet war, wirkt ab 1584 wieder für eine Reihe von Jahren als Sänger am spanischen Hof in Madrid, und zwar bis zum Tod von König Philipp II. im Jahr 1598. 1585 veröffentlicht er ein Magnificat zu fünf Stimmen und in Antwerpen zwei Madrigale in der Sammlung Symphonia angelica zu vier bis sechs Stimmen.

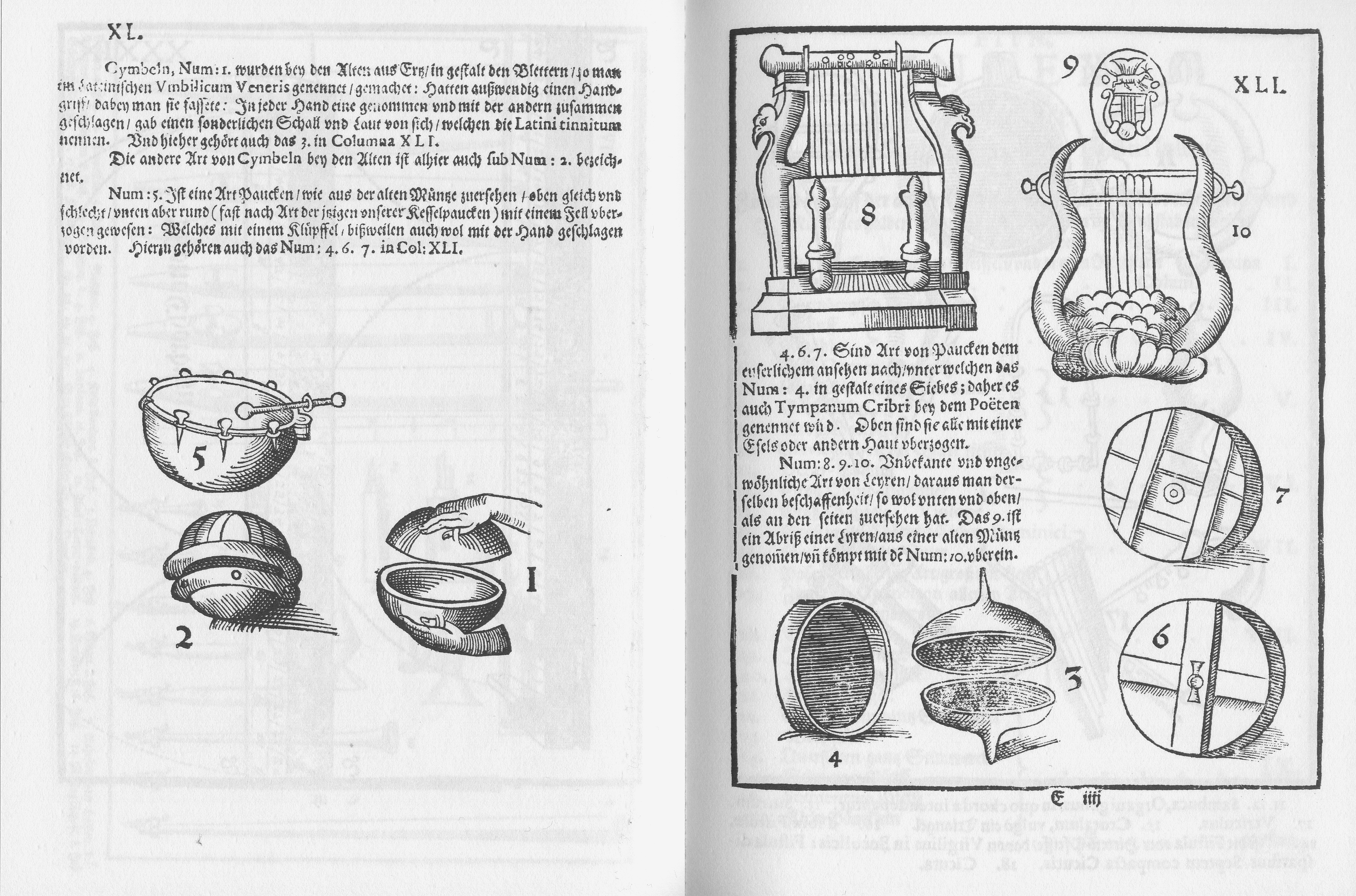

#### Antequera
- Pedro Bermúdez wird 1584 Kapellmeister in Antequera, ein Posten, den er zwei Jahre lang unter ständigem Druck des Kirchenvorstands ausübt.

#### La Seu d’Urgell
- Joan Brudieu, der 1578 die Stelle des Kapellmeisters in Santa Maria del Mar in Barcelona angetreten hatte, ist im Jahr 1579 nach La Seu d’Urgell zurückgekehrt, wo er seitdem wieder als Musiker an der Kathedrale eingesetzt wird. Er komponiert zahlreiche Madrigale, meist auf Texte von Ausiàs March. 1585 gibt er diese im Band Los Madrigales del muy Reverendo Joan Brudieu bei Hubert Gotard in Barcelona heraus.

#### Segovia
- Sebastián de Vivanco, der wahrscheinlich seine musikalische Ausbildung ebenso wie sein etwas älterer Zeitgenosse Tomás Luis de Victoria an der Kathedrale von Ávila erhielt und seine erste bekannte Stelle als Kapellmeister der Kathedrale von Lérida hatte, ist seit 1576 Kapellmeister an der Kathedrale von Segovia.

#### Sevilla
- Francisco Guerrero ist seit 1574 Kapellmeister an der Kathedrale von Sevilla.

#### Tarragona
- Nicasio Zorita, der 1578 noch in Valencia wirkte, wird in diesem Jahr zum Kapellmeister der Kathedrale von Tarragona ernannt. In diesem Amt bleibt er bis mindestens 1589.

#### Valencia
- Juan Ginés Pérez, der seine Ausbildung an der Kathedrale seiner Heimatstadt in Orihuela hatte und danach dort als Kapellmeister wirkte, hat diese Stelle von 1581 bis 1595 an der Kathedrale von Valencia inne.

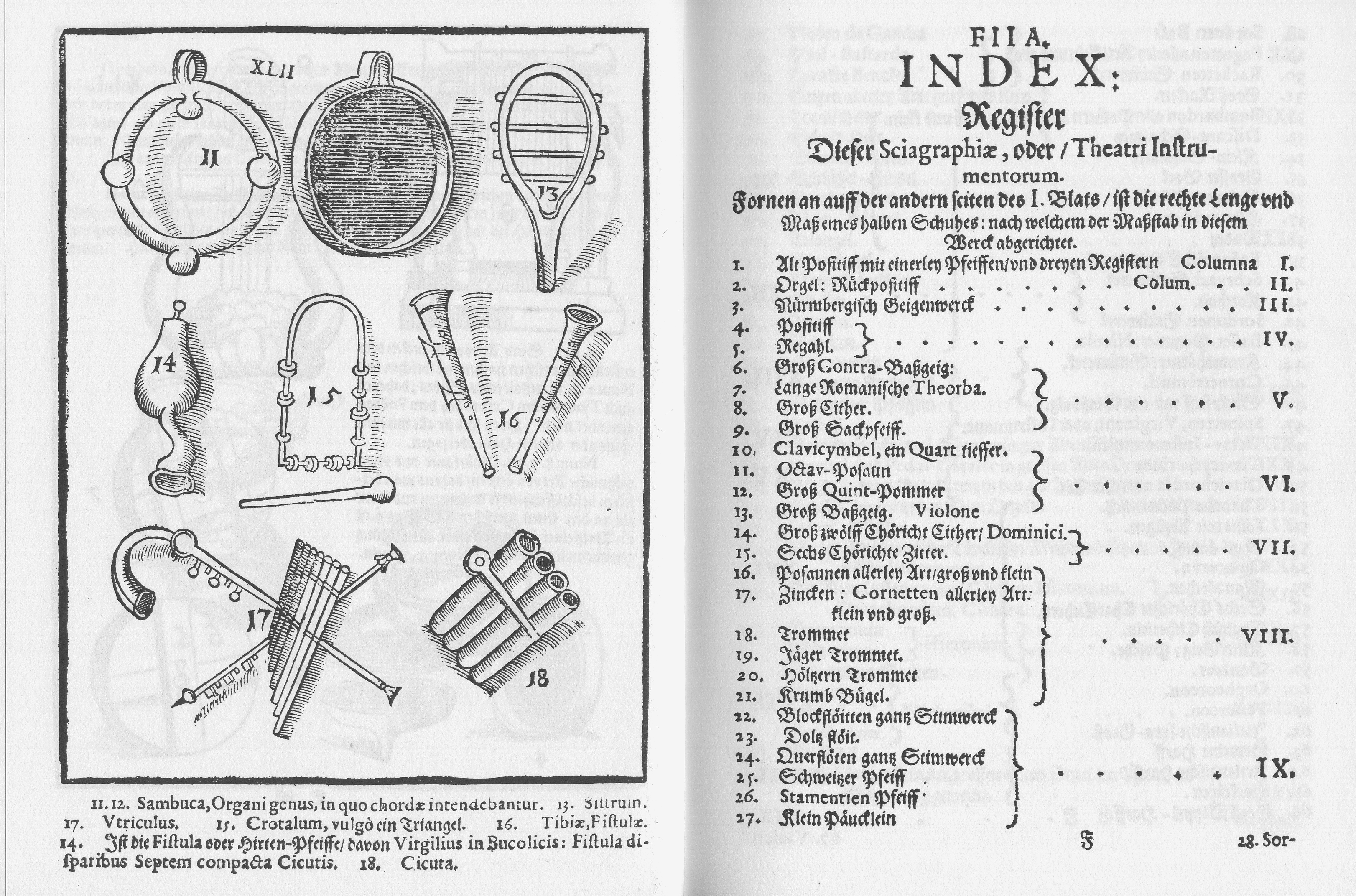

#### Valladolid
- Esteban Daza, der 1576 sein Hauptwerk Libro de música herausgegeben hatte, lebt in Valladolid. 1585 stirbt seine Mutter Juana Daza.

### Königreich Ungarn
- Mateu Fletxa el Jove wird nach dem Tod von Maximilian II. 1576 von Kaiser Rudolf II. zum Abt von Tihany auf der gleichnamigen Halbinsel im Norden des Plattensees in Ungarn ernannt wo er seitdem wirkt.

### Vizekönigreich Peru
- Gutierre Fernández Hidalgo, der seine musikalische Ausbildung in Salamanca erhielt und Ende 1583 nach Südamerika reist, ist von 1584 bis 1586 Kapellmeister und Musiklehrer in Santafé (heute: Bogotá, Kolumbien).

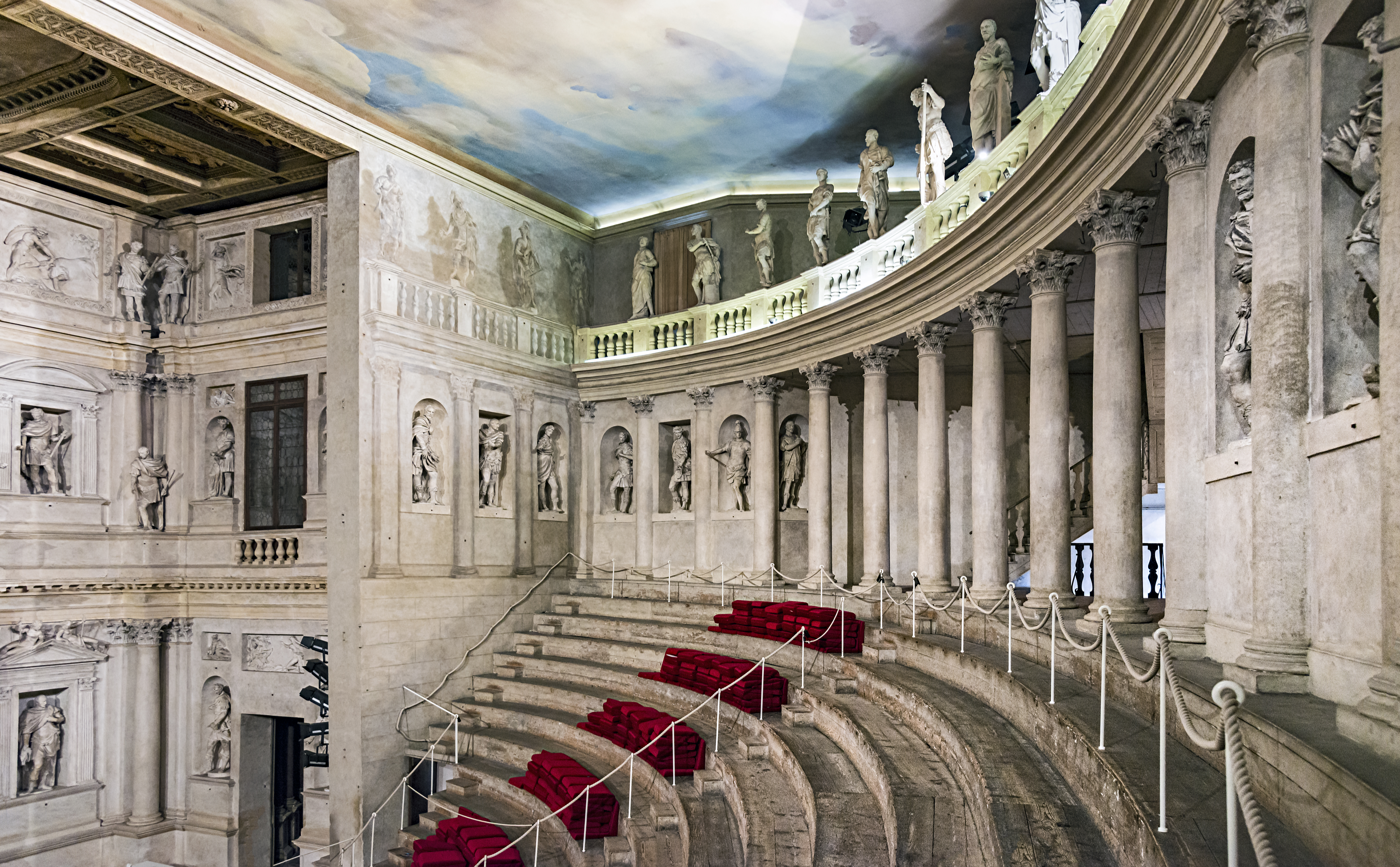
Das Teatro Olimpico

## Eröffnungen
- 3. März: Das Teatro Olimpico in Vicenza, nach Plänen von Andrea Palladio als erstes freistehendes Theatergebäude seit der Antike in Europa gebaut, wird mit der Tragödie König Ödipus von Sophokles eröffnet.

## Musiktheater
- 1585 wird mit dem Theaterstück Edippo Tiranno (im Deutschen: König Ödipus) die erste griechische Tragödie in einer neuzeitlichen Übersetzung in Vicenza aufgeführt. Die Übersetzung ins Italienische stammt von Orsatto Giustiniani und die Chormusik wird von Andrea Gabrielli komponiert. Die Musik ist das erste erhaltene Beispiel einer Schauspielmusik zum antiken Drama und bleibt einzigartig, da in der folgenden Zeit die Themen der griechischen Tragödien von der Oper aufgesogen werden. Die Chöre sind a cappella mit den Stimmenbezeichnungen Canto, Alto, Tenoro, Basso, Quinto und Sesto.[4]

## Instrumentalmusik

### Für Laute
- Giulio Cesare Barbetta
  - Intavolatura di liuto, Venedig
  - Baletto de Rusia deto l'orso: Noten und Audiodateien im International Music Score Library Project
- William Byrd – I will give laud: Noten und Audiodateien im International Music Score Library Project

### Für drei Instrumente
- Giovanni Bassano
  - Ricercate, passaggi et cadentie, Venedig: Giacomo Vincenzi & Ricciardo Andimo: Noten und Audiodateien im International Music Score Library Project
  - Fantasie per cantar et sonar con ogni sorte d’istrumenti, Venedig: Giacomo Vincenti & Ricciardo Amadino: Noten und Audiodateien im International Music Score Library Project

## Vokalmusik

### Geistlich
- Anonymous – Come, Holy Ghost zu vier Stimmen: Noten und Audiodateien im International Music Score Library Project
- Joachim a Burck – Im Garten leidet Christus Not zu vier Stimmen, in: 30 geistliche Lieder auff die Fest durchs Jahr: Noten und Audiodateien im International Music Score Library Project
- Giovanni Croce – In monte Oliveti zu vier Stimmen: Noten und Audiodateien im International Music Score Library Project
- George de La Hèle – Kompositionen aus dem Inventarverzeichnis der Capilla Real von 1585, verloren gegangen:
  - Credo zu acht Stimmen
  - 2 Kyrie de tempore paschali zu fünf bzw. sechs Stimmen
  - 2 Passionsvertonungen zu vier Stimmen
  - Lamentatio Jeremiae zu fünf Stimmen
  - Lamentatio Jeremiae zu acht Stimmen
  - Motette In illo tempore zu acht Stimmen
  - Motette Domine tu mihi lavas pedes zu acht Stimmen
  - Motette Egredientum zu vier Stimmen
- Jacobus de Kerle
  - Selectiorum aliquot modulorum zu vier bis acht Stimmen, Prag
  - Adoramus te zu vier Stimmen: Noten und Audiodateien im International Music Score Library Project
  - Asperges me zu vier Stimmen: Noten und Audiodateien im International Music Score Library Project
- Orlando di Lasso
  - Antiphonae septem ad Vesperas Corporis Christi zu sechs Stimmen, LV Anh.3: Noten und Audiodateien im International Music Score Library Project
  - Antiphonae septem ad Vesperas Sancti Michaelis zu vier Stimmen, LV Anh.4: Noten und Audiodateien im International Music Score Library Project
  - Benedictus Dominus Deus Isreal primi toni zu neun Stimmen, LV Anh.8: Noten und Audiodateien im International Music Score Library Project
  - Benedictus Dominus Deus Isreal quarti toni zu neun Stimmen, LV Anh.9: Noten und Audiodateien im International Music Score Library Project
  - Benedictus Dominus Deus Isreal tertii toni zu neun Stimmen, LV Anh.11: Noten und Audiodateien im International Music Score Library Project
  - Christe qui lux es et dies zu sechs Stimmen, LV Anh.12: Noten und Audiodateien im International Music Score Library Project
  - In manus tuas zu fünf Stimmen, LV Anh.56: Noten und Audiodateien im International Music Score Library Project
  - Lamentationes Hieremiae Prophetae zu vier Stimmen, LV Anh.63-71: Noten und Audiodateien im International Music Score Library Project; darin:
    - Lamentiatio prima primi diei zu vier Stimmen, LV Anh.63: Noten und Audiodateien im International Music Score Library Project
    - Lamentiatio prima secundi diei zu vier Stimmen, LV Anh.64: Noten und Audiodateien im International Music Score Library Project
    - Lamentiatio prima tertii diei zu vier Stimmen, LV Anh.65: Noten und Audiodateien im International Music Score Library Project
    - Lamentiatio secunda primi diei zu vier Stimmen, LV Anh.66: Noten und Audiodateien im International Music Score Library Project
    - Lamentiatio secunda secundi diei zu vier Stimmen, LV Anh.67: Noten und Audiodateien im International Music Score Library Project
    - Lamentiatio secunda tertii diei zu vier Stimmen, LV Anh.68: Noten und Audiodateien im International Music Score Library Project
    - Lamentiatio tertia primi diei zu vier Stimmen, LV Anh.69: Noten und Audiodateien im International Music Score Library Project
    - Lamentiatio tertia secundi diei zu vier Stimmen, LV Anh.70: Noten und Audiodateien im International Music Score Library Project
    - Lamentiatio tertia tertii diei zu vier Stimmen, LV Anh.71: Noten und Audiodateien im International Music Score Library Project

  - Lamentationes Hieremiae Prophetae zu fünf Stimmen, LV 815-823, München: Adam Berg: Noten und Audiodateien im International Music Score Library Project; darin:
    - Lamentiatio prima primi diei zu fünf Stimmen, LV 815: Noten und Audiodateien im International Music Score Library Project
    - Lamentiatio prima secundi diei zu fünf Stimmen, LV 818: Noten und Audiodateien im International Music Score Library Project
    - Lamentiatio prima tertii diei zu fünf Stimmen, LV 821: Noten und Audiodateien im International Music Score Library Project
    - Lamentiatio secunda primi diei zu fünf Stimmen, LV 816: Noten und Audiodateien im International Music Score Library Project
    - Lamentiatio secunda secundi diei zu fünf Stimmen, LV 819: Noten und Audiodateien im International Music Score Library Project
    - Lamentiatio secunda tertii diei zu fünf Stimmen, LV 822: Noten und Audiodateien im International Music Score Library Project
    - Lamentiatio tertia primi diei zu fünf Stimmen, LV 817: Noten und Audiodateien im International Music Score Library Project
    - Lamentiatio tertia secundi diei zu fünf Stimmen, LV 820: Noten und Audiodateien im International Music Score Library Project
    - Lamentiatio tertia tertii diei zu fünf Stimmen, LV 823: Noten und Audiodateien im International Music Score Library Project

  - Miserere Mei Deus zu neun Stimmen, LV Anh.108: Noten und Audiodateien im International Music Score Library Project
  - Nunc dimittis primi toni zu sieben Stimmen, LV Anh.111: Noten und Audiodateien im International Music Score Library Project
  - Officium in Purificatione Beatae Mariae Virginis zu vier Stimmen, LV Anh.129: Noten und Audiodateien im International Music Score Library Project
  - Officium primum In Nativitate Domini zu sechs Stimmen, LV Anh.131: Noten und Audiodateien im International Music Score Library Project
  - Responsoria in Nativitate Domini zu fünf Stimmen, LV Anh.142: Noten und Audiodateien im International Music Score Library Project
  - Stabat Mater zu acht Stimmen, LV 879: Noten und Audiodateien im International Music Score Library Project
- Claude Le Jeune – Livre de meslanges
- Friedrich Lindner – Sacrae Cantiones cum quinque, sex et pluribus vocibus, de festis praecipuis totius anni, a praestantissimis Italiae Musicis nuperrime concinnatae ..., Nürnberg: Katharina Gerlach: Noten und Audiodateien im International Music Score Library Project; darin:
  - Alfonso Ferrabosco der Ältere – In monte Oliveti zu sechs Stimmen: Noten und Audiodateien im International Music Score Library Project
- Luca Marenzio – Motectorum pro festis totius anni, Rom; darin:
  - Hodie Christus natus est zu vier Stimmen: Noten und Audiodateien im International Music Score Library Project
  - O Rex gloriae zu vier Stimmen: Noten und Audiodateien im International Music Score Library Project
  - Princeps gloriosissime: Noten und Audiodateien im International Music Score Library Project
- Rinaldo del Mel
  - Liber tertius motectorum zu fünf bis sechs Stimmen, Venedig
  - Verschiedene Stücke, die zwischen 1585 und 1610 in veröffentlichten Sammeldrucken enthalten sind
- Philippe de Monte – Sacrarum cantionum […] liber primus 6 zu zwölf Stimmen
- Giovanni Pierluigi da Palestrina – Missa tu es pastor ovium
- Girolamo Scotto – Messa a 8 voci e Messa a 4 voci, Venedig: Girolamo Scotto Erben: Noten und Audiodateien im International Music Score Library Project
- Cornelis Verdonck – Magnificat, Bildmotette zu fünf Stimmen
- Verschiedene Künstler – Il primo libro delle Laudi spirituali a tre voci, Rom: Alessandro Gardano: Noten und Audiodateien im International Music Score Library Project
- Tomás Luis de Victoria
  - Officium Hebdomadæ Sanctæ, Rom: Alessandro Gardano: Noten und Audiodateien im International Music Score Library Project; darin:
    - Aestimatus sum zu vier Stimmen: Noten und Audiodateien im International Music Score Library Project
    - Aleph. Ego vir zu fünf Stimmen: Noten und Audiodateien im International Music Score Library Project
    - Aleph. Quomodo obscuratum zu vier Stimmen: Noten und Audiodateien im International Music Score Library Project
    - Amicus meus osculi me zu vier Stimmen: Noten und Audiodateien im International Music Score Library Project
    - Animam meam dilectam zu vier Stimmen: Noten und Audiodateien im International Music Score Library Project
    - Astiterunt reges terrae zu vier Stimmen: Noten und Audiodateien im International Music Score Library Project
    - Benedictus Dominus, Deus Israel zu vier Stimmen: Noten und Audiodateien im International Music Score Library Project
    - Caligaverunt oculi mei zu vier Stimmen: Noten und Audiodateien im International Music Score Library Project
    - Ecce quomodo moritur justus zu vier Stimmen: Noten und Audiodateien im International Music Score Library Project
    - Eram quasi agnus innocens zu vier Stimmen: Noten und Audiodateien im International Music Score Library Project
    - Heth. Cogitavit Dominus zu fünf Stimmen: Noten und Audiodateien im International Music Score Library Project
    - Heth. Misericordiæ Domini zu vier Stimmen: Noten und Audiodateien im International Music Score Library Project
    - Incipit lamentatio Jeremiæ zu vier Stimmen: Noten und Audiodateien im International Music Score Library Project
    - Incipit oratio Jeremiæ zu sechs Stimmen: Noten und Audiodateien im International Music Score Library Project
    - Jesum tradidit impius zu vier Stimmen: Noten und Audiodateien im International Music Score Library Project
    - Jod. Manum suam zu fünf Stimmen: Noten und Audiodateien im International Music Score Library Project
    - Judas mercator pessimus zu vier Stimmen: Noten und Audiodateien im International Music Score Library Project
    - Lamed. Matribus suis dixerunt zu vier Stimmen: Noten und Audiodateien im International Music Score Library Project
    - Miserere mei, Deus: Noten und Audiodateien im International Music Score Library Project
    - O vos omnes, Tenebræ Responsory zu vier Stimmen: Noten und Audiodateien im International Music Score Library Project
    - Passio secundum Joannem zu vier Stimmen: Noten und Audiodateien im International Music Score Library Project
    - Passio secundum Matthæum zu vier Stimmen: Noten und Audiodateien im International Music Score Library Project
    - Popule meus, quid feci tibi? zu vier Stimmen: Noten und Audiodateien im International Music Score Library Project
    - Recessit pastor noster zu vier Stimmen: Noten und Audiodateien im International Music Score Library Project
    - Seniores populi zu vier Stimmen: Noten und Audiodateien im International Music Score Library Project
    - Tamquam ad latronem zu vier Stimmen: Noten und Audiodateien im International Music Score Library Project
    - Tenebrae factae sunt zu vier Stimmen: Noten und Audiodateien im International Music Score Library Project
    - Tradiderunt me zu vier Stimmen: Noten und Audiodateien im International Music Score Library Project
    - Una hora non potuistis zu vier Stimmen: Noten und Audiodateien im International Music Score Library Project
    - Vau. Et egressus est zu vier Stimmen: Noten und Audiodateien im International Music Score Library Project
    - Vexilla regis more hispano zu sechs Stimmen: Noten und Audiodateien im International Music Score Library Project

  - Motecta Festorum, Venedig: Alessandro Gardano: Noten und Audiodateien im International Music Score Library Project; darin:
    - Francisco Guerrero – Beata Dei genitrix zu sechs Stimmen: Noten und Audiodateien im International Music Score Library Project
    - Ecce sacerdos magnus zu vier Stimmen: Noten und Audiodateien im International Music Score Library Project
    - Estote fortes in bello zu vier Stimmen: Noten und Audiodateien im International Music Score Library Project
    - Gaudent in coelis animae Sanctorum zu vier Stimmen: Noten und Audiodateien im International Music Score Library Project
    - Hic vir despiciens mundum zu vier Stimmen: Noten und Audiodateien im International Music Score Library Project
    - Francesco Soriano – In illo tempore zu acht Stimmen: Noten und Audiodateien im International Music Score Library Project
    - Iste Sanctus pro lege Dei sui zu vier Stimmen: Noten und Audiodateien im International Music Score Library Project
    - Lauda Sion Salvatorem zu acht Stimmen: Noten und Audiodateien im International Music Score Library Project
    - O quam metuendus est zu vier Stimmen: Noten und Audiodateien im International Music Score Library Project
    - Resplenduit facies ejus zu fünf Stimmen: Noten und Audiodateien im International Music Score Library Project
    - Veni sponsa Christi zu vier Stimmen: Noten und Audiodateien im International Music Score Library Project
    - Francisco Guerrero – Pastores loquebantur ad invicem zu sechs Stimmen: Noten und Audiodateien im International Music Score Library Project
- Pandolfo Zallamella – Verbum caro factum est zu fünf Stimmen, in: Sacrae cantiones cum quinque, sex et pluribus vocibus, Nürnberg: Gerlach: Noten und Audiodateien im International Music Score Library Project

### Geistlich und Weltlich
- Johannes Pühler – 20 Geistliche und Weltliche Teutsche Lieder, München: Adam Berg: Noten und Audiodateien im International Music Score Library Project

### Weltlich
- Costanzo Antegnati – 1 Madrigal, in: Lelio Bertanis Madrigali spirituali a 3 voci
- Joan Brudieu – Los Madrigales del muy Reverendo Joan Brudieu, Barcelona: Hubert Gotard
- Orazio Caccini – Madrigali et canzonette a cinque voci, Venedig: Giacomo Vincenzi e Ricciardo Amadino: Noten und Audiodateien im International Music Score Library Project
- Gioseppe Caimo – Madrigali a 5 voci, Libro 4; darin:
  - E ben ragion se l'eterno mottore zu fünf Stimmen: Noten und Audiodateien im International Music Score Library Project
  - Thirsi morir volea zu fünf Stimmen: Noten und Audiodateien im International Music Score Library Project
- Giovanni Croce – Madrigali a 5 voci, Libro 1, Venedig: Angelo Gardano: Noten und Audiodateien im International Music Score Library Project
- Giovanni Ferretti – Canzoni alla napolitana a 5 voc. Lib.5, Venedig: Girolamo Scotto Erben: Noten und Audiodateien im International Music Score Library Project
- Giulio Gigli – Sdegnosi ardori, München: Adam Berg: Noten und Audiodateien im International Music Score Library Project; darin:
  - Johannes de Fossa – Ardo si zu fünf Stimmen
  - Leonhard Lechner – Ardo sì, ma non t’amo zu fünf Stimmen
- Claude Le Jeune
  - Livre de mélanges... zu vier bis zehn Stimmen, Antwerpen, Christophe Plantin: Noten und Audiodateien im International Music Score Library Project (enthält 26 Chansons, 36 Canzonetten und 1 lateinische Echomotette)
  - Un jour estant seulet zu fünf Stimmen: Noten und Audiodateien im International Music Score Library Project
- Luca Marenzio
  - Madrigali a 4 voci, Venedig: Angelo Gardano: Noten und Audiodateien im International Music Score Library Project; darin:
    - Ahi dispietata morte, ahi crudel vita zu vier Stimmen: Noten und Audiodateien im International Music Score Library Project
    - Apollo, s'ancor vive il bel desio zu vier Stimmen: Noten und Audiodateien im International Music Score Library Project
    - Chi vuol udir i miei sospiri in rime zu vier Stimmen: Noten und Audiodateien im International Music Score Library Project
    - Dissi a l’amata mia lucida stella zu vier Stimmen: Noten und Audiodateien im International Music Score Library Project
    - I lieti amanti e la fanciulle tenere zu vier Stimmen: Noten und Audiodateien im International Music Score Library Project
    - Lasso, dicea, perche venisti Amore zu vier Stimmen: Noten und Audiodateien im International Music Score Library Project
    - Madonna, sua mercé, pur una sera zu vier Stimmen: Noten und Audiodateien im International Music Score Library Project
    - Menando un giorno zu vier Stimmen: Noten und Audiodateien im International Music Score Library Project
    - Non vidi mai dopo notturna pioggia zu vier Stimmen: Noten und Audiodateien im International Music Score Library Project
    - Nuova angioletta sovra l'ale accorte zu vier Stimmen: Noten und Audiodateien im International Music Score Library Project
    - Tutto'l di piango e poi la notte zu vier Stimmen: Noten und Audiodateien im International Music Score Library Project
    - Vedi le valli e i campi che si smaltano zu vier Stimmen: Noten und Audiodateien im International Music Score Library Project
    - Veggo dolce mio bene zu vier Stimmen: Noten und Audiodateien im International Music Score Library Project

  - Il quinto libro de madrigali a cinque voci, Venedig; darin:
    - S’io vissi cieco e grave fall’indegno zu fünf Stimmen: Noten und Audiodateien im International Music Score Library Project

  - Il terzo libro de madrigali à 6 voci, Venedig: Girolamo Scotto Erben; darin:
    - Dai bei labbri di rose zu sechs Stimmen: Noten und Audiodateien im International Music Score Library Project
    - Parto da voi zu sechs Stimmen: Noten und Audiodateien im International Music Score Library Project
    - Tigre mia zu sechs Stimmen: Noten und Audiodateien im International Music Score Library Project

  - 5 Bücher Villanellen und Canzonetten für 3 Stimmen, Venedig 1584, 1585, 1585, 1587 und 1587; eine Auswahl daraus mit deutschen Texten, herausgegeben von Valentin Haussmann (Nürnberg 1606)
  - Posso cor mio partire zu sechs Stimmen, in: Harmonia celeste: Noten und Audiodateien im International Music Score Library Project
- Rinaldo del Mel
  - Il primo libro de madrigali a cinque e sei voci, Venedig
  - Il secondo libro delli madrigaletti a tre voci, Venedig
- Philippe de Monte
  - Madrigali a 4 voci, Libro 2, Venedig: Girolamo Scotto Erben: Noten und Audiodateien im International Music Score Library Project Il terzo libro de madrigali zu vier Stimmen (Erstdruck verschollen)
  - Madrigali a 4 voci, Libro 3, Venedig: Girolamo Scotto Erben: Noten und Audiodateien im International Music Score Library Project
- Giovanni Pierluigi da Palestrina – Eran le vostre lagrime nel viso zu fünf Stimmen, in: De floridi virtuosi, Il secondo libro de madrigali à 5, Venedig: Vincenti: Noten und Audiodateien im International Music Score Library Project
- Benedetto Pallavicino – Il terzo libro de madrigali zu fünf Stimmen, Venedig, weitere Auflagen 1606 und 1607
- Jakob Regnart
  - 1 Werk zu fünf Stimmen, in: Sdegnosi ardori, München
  - Ardo sì, ma non t'amo zu fünf Stimmen: Noten und Audiodateien im International Music Score Library Project
- Cipriano de Rore – Vaghi et dilettevoli madrigali a 4 et 5 voci, Venedig: Girolamo Scotto Erben: Noten und Audiodateien im International Music Score Library Project
- Franz Sales – 1 weitere Komposition, in: Sdegnosi ardori zu fünf Stimmen, München
- Bartolomeo Spontone – Vieni soave zu vier Stimmen: Noten und Audiodateien im International Music Score Library Project
- Pompeo Stabile – l primo libro de madrigali a sei voci, Venedig: Angelo Gardano; darin:
  - Ben può di sua ruina zu sechs Stunden: Noten und Audiodateien im International Music Score Library Project
- Alexander Utendal – 3 Lieder, in: Schöner, ausserlessener, geistlicher und weltlicher teutscher Lieder zu vier Stimmen, München
- Orazio Vecchi
  - Canzonette a quattro voci, Libro 1; darin:
    - Occhi ridenti io moro zu vier Stimmen: Noten und Audiodateien im International Music Score Library Project

  - Canzonette a quattro voci, Libro 3: Noten und Audiodateien im International Music Score Library Project; darin:
    - Caro dolce mio bene zu vier Stimmen: Noten und Audiodateien im International Music Score Library Project
- Cornelis Verdonck – 2 Madrigale, in: Symphonia angelica zu vier bis sechs Stimmen, Antwerpen
- Hubert Waelrant – Symphonia angelica, Antwerpen: Pierre Phalèse & Giovanni Bellero: Noten und Audiodateien im International Music Score Library Project; darin:
  - Vorria morire per uscir di guai zu vier Stimmen: Noten und Audiodateien im International Music Score Library Project

## Musiktheoretische Schriften
- Giovanni Battista Benedetti – Diversarum speculationum mathematicarum, & physicarum liber

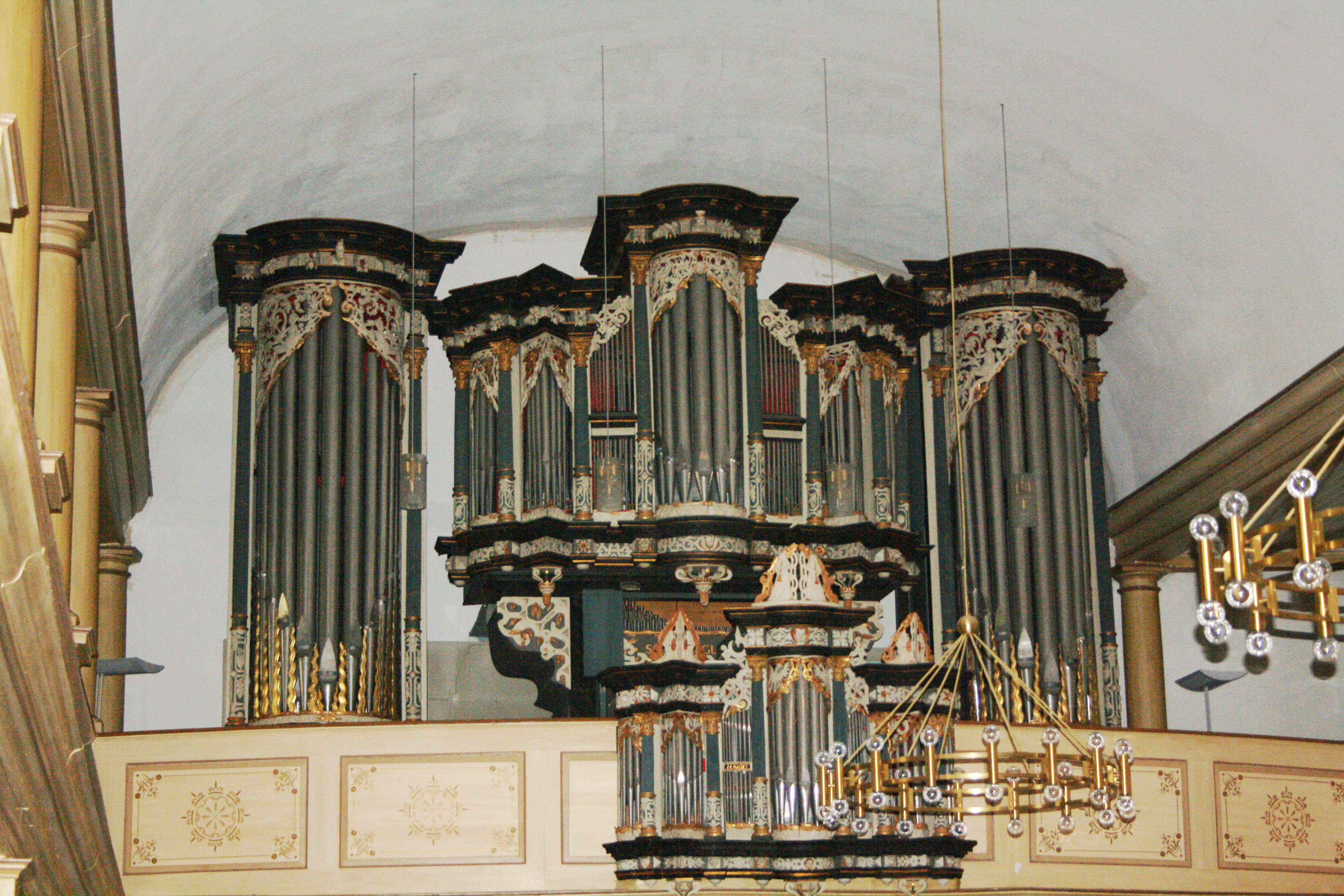
Orgel in St. Pankratius, Burgdorf, Region Hannover, Niedersachsen

## Instrumentenbau
- Alessandro Bortolotti, Gottlob W. S. Gut und Francesco Bonafinis ein Claviorganum fertig, das auf 1585 datiert ist. Es befindet sich in Brüssel im Musée des Instruments de Musique.
- Die Orgel in der Kirche St. Pankratius in Burgdorf wird fertig gestellt.

## Geboren

### Geburtsdatum gesichert
- 00. Mai: Johannes Daniel Mylius, deutscher Theologe, Musiker und Alchemist († nach 1631)
- 20. Juni (getauft): Lazaro Valvasensi, italienischer Komponist und Organist († 1661)
- 24. Juni: Johannes Lippius, deutscher evangelischer Theologe, Philosoph und Musiktheoretiker († 1612)
- 11. Oktober: Johann Heermann, deutscher Kirchenlieddichter († 1647)
- 18. Oktober: Heinrich Schütz, deutscher Musiker, Komponist und Organist des Barock († 1672)

### Genaues Geburtsdatum unbekannt
- David Gregor Corner, deutscher Abt, Kirchenlieddichter und Theologe († 1648)
- Johann Grabbe, deutscher Komponist und Organist († 1655)[5]

### Geboren um 1585
- Domenico Allegri, italienischer Komponist († 1629)[6]
- Wojciech Dębołęcki, polnischer Komponist († zwischen 1645 und 1647)
- Johann Degen, deutscher katholischer Priester, Organist und Komponist († 1637)
- Andrea Falconieri, italienischer Komponist († 1656)
- Bartholomäus Helder, deutscher lutherischer Kantor, Pfarrer, Kirchenlieddichter und Komponist († 1635)
- Domenico Massenzio, italienischer Komponist († 1657)
- Augustinus Plattner, deutscher Komponist († 1626)
- Biagio Tomasi, italienischer Organist und Komponist († 1640)

## Gestorben

### Todesdatum gesichert
- 30. August: Andrea Gabrieli, italienischer Organist und Komponist (* 1532 oder 1533)
- 23. November: Thomas Tallis, englischer Komponist geistlicher, vorwiegend vokaler Musik zur Zeit der englischen Reformation (* um 1505)
- 28. November: Hernando Franco, mexikanischer Komponist spanischer Herkunft (* 1532)

### Genaues Todesdatum unbekannt
- Johann Bechtolt Meslang, Glockengießer des 16. Jahrhunderts in Heilbronn (* unbekannt)

### Gestorben nach 1585
- Giovanni Leonardo Primavera, italienischer Komponist, Dichter und Musikherausgeber (* um 1540)